# Scènes de ménages
Cet article concerne la série télévisée. Pour le film, voir Scènes de ménage.
 (juin 2025).
Si vous disposez d'ouvrages ou d'articles de référence ou si vous connaissez des sites web de qualité traitant du thème abordé ici, merci de compléter l'article en donnant les références utiles à sa vérifiabilité et en les liant à la section « Notes et références ».
Production
Diffusion
Scènes de ménages est un feuilleton télévisé française, librement adaptée par Alain Kappauf de la série Escenas de matrimonio, diffusée depuis le 9 novembre 2009 sur M6 (aux environs de 13 h 30 et 20 h 30), réalisée par Francis Duquet,.
Cette série met en scène plusieurs couples d'âges différents (trois au début de la série, six en 2025).

## Fiche technique
- Direction d'écriture :  Emmanuel Gasne, Fiona Leibgorin, Laurent Tiphaine
- Producteur : Khaled Amara
- Auteurs principaux :
  - Olivier Allouche
  - Alexandre et Jérome Apergis
  - Frédéric Azar
  - Antoine Biboud
  - Emmanuel Gasne
  - Maxime Gastal
  - Edgard Grima et Jérôme Bruno
  - Emmanuel Hatier
  - Yannick Hervieu
  - Fiona Leibgorin
  - Marc Lalo
  - Frédéric Le Bolloc'h
  - Yvan Longuet
  - Thomas Mansuy
  - Hervé et Laurent Nicourt
  - Jean-Pierre Pascaud
  - Fabien Rault
  - Vivien Saddier
  - Sophie Saje
  - Nicolas Soufflet
  - Florence Thieffry
  - Clément Hurel

## Distribution

### Personnages principaux
Dans cette liste, les acteurs sont présentés par duo/couple.
- Gérard Hernandez : Raymond (depuis la saison 1)
- Frédéric Bouraly : José (depuis la saison 1)
- Valérie Karsenti : Liliane (depuis la saison 1)
- David Mora : Fabien (depuis la saison 3)[3]
- Anne-Élisabeth Blateau : Emma (depuis la saison 3)[3]
- Grégoire Bonnet : Philippe (depuis la saison 7)[4]
- Amélie Etasse : Camille (depuis la saison 7)[4]
- Vinnie Dargaud : Léo (depuis la saison 10)[5]
- Claire Chust : Leslie (depuis la saison 10)[5]
- Majid Berhila : Sofiane (depuis la saison 16)
- Élodie Poux : Alice (depuis la saison 16)

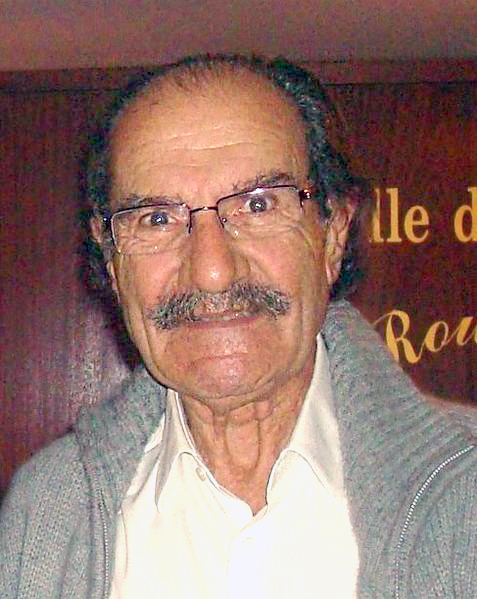
Gérard Hernandez interprète Raymond.
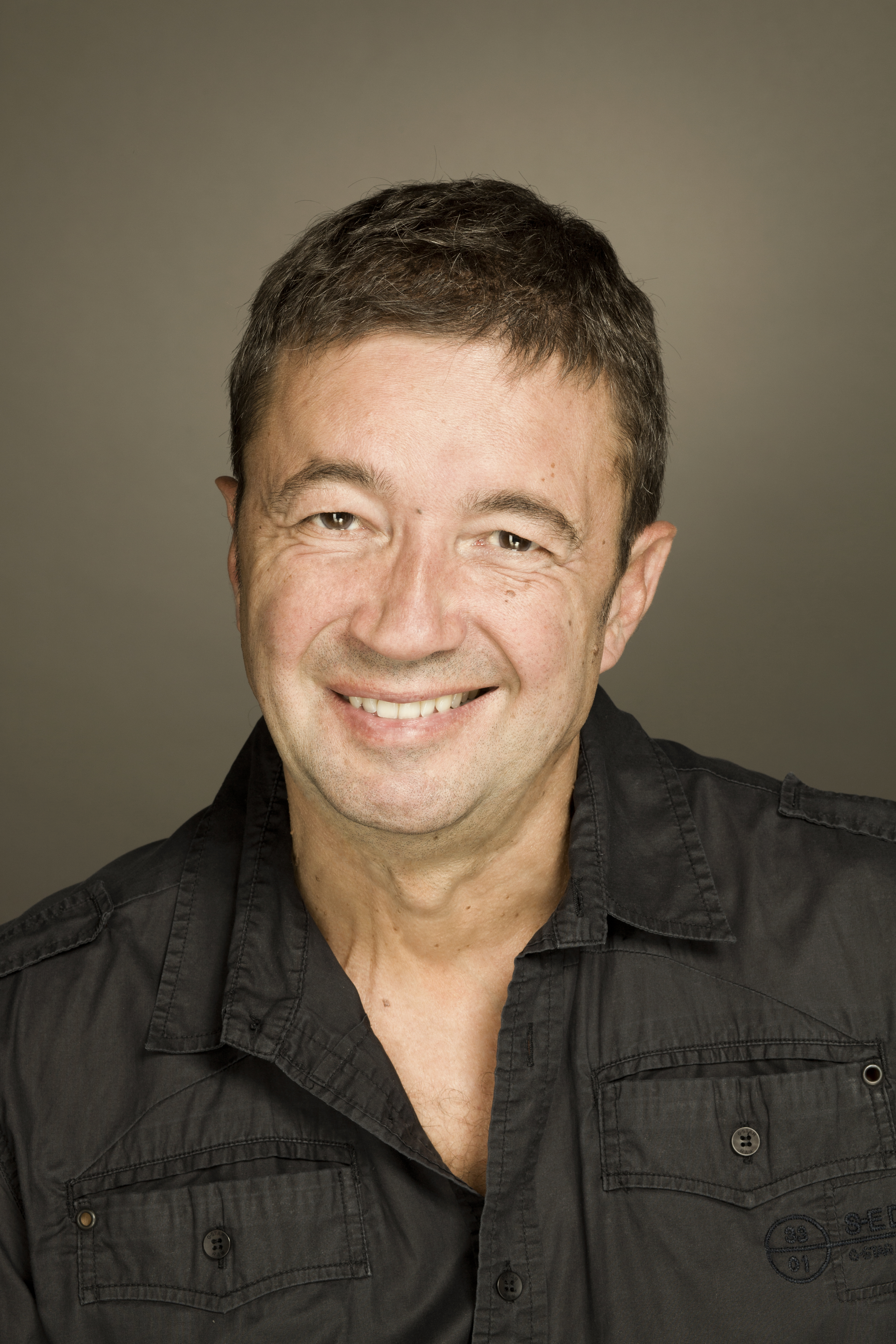
Frédéric Bouraly interprète José.
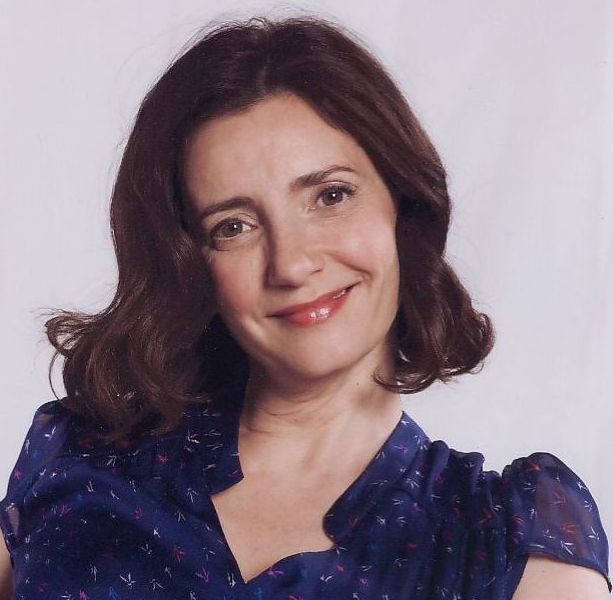
Valérie Karsenti interprète Liliane.
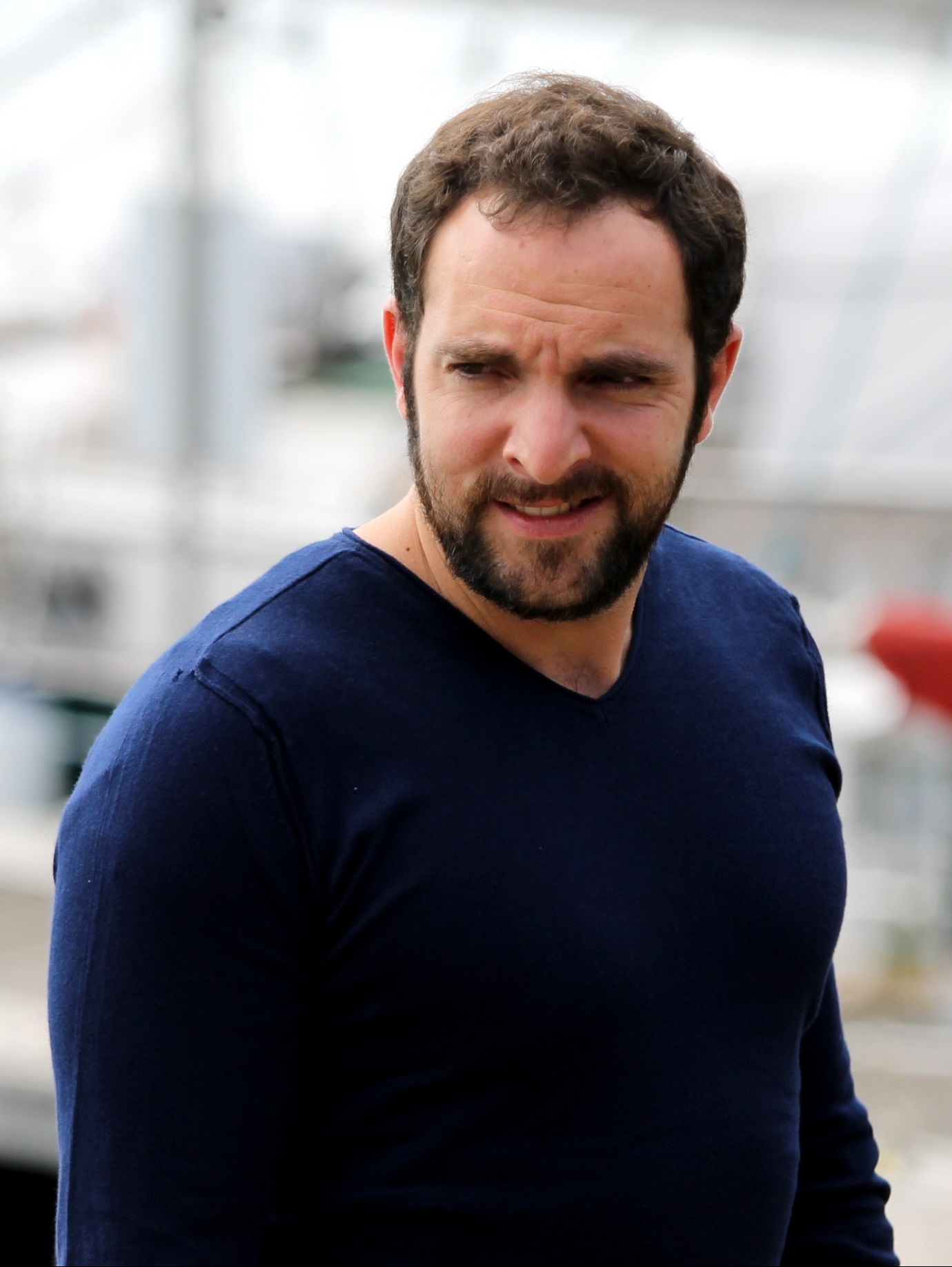
David Mora interprète Fabien.
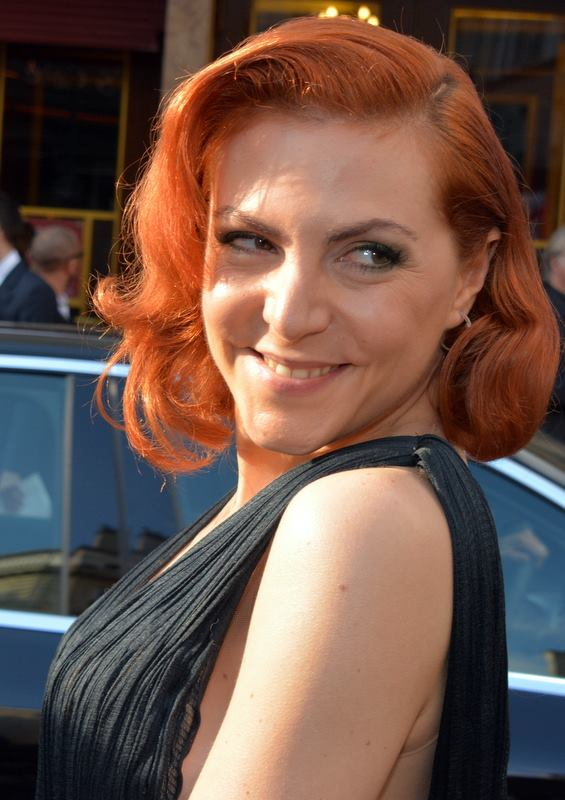
Anne-Élisabeth Blateau interprète Emma.
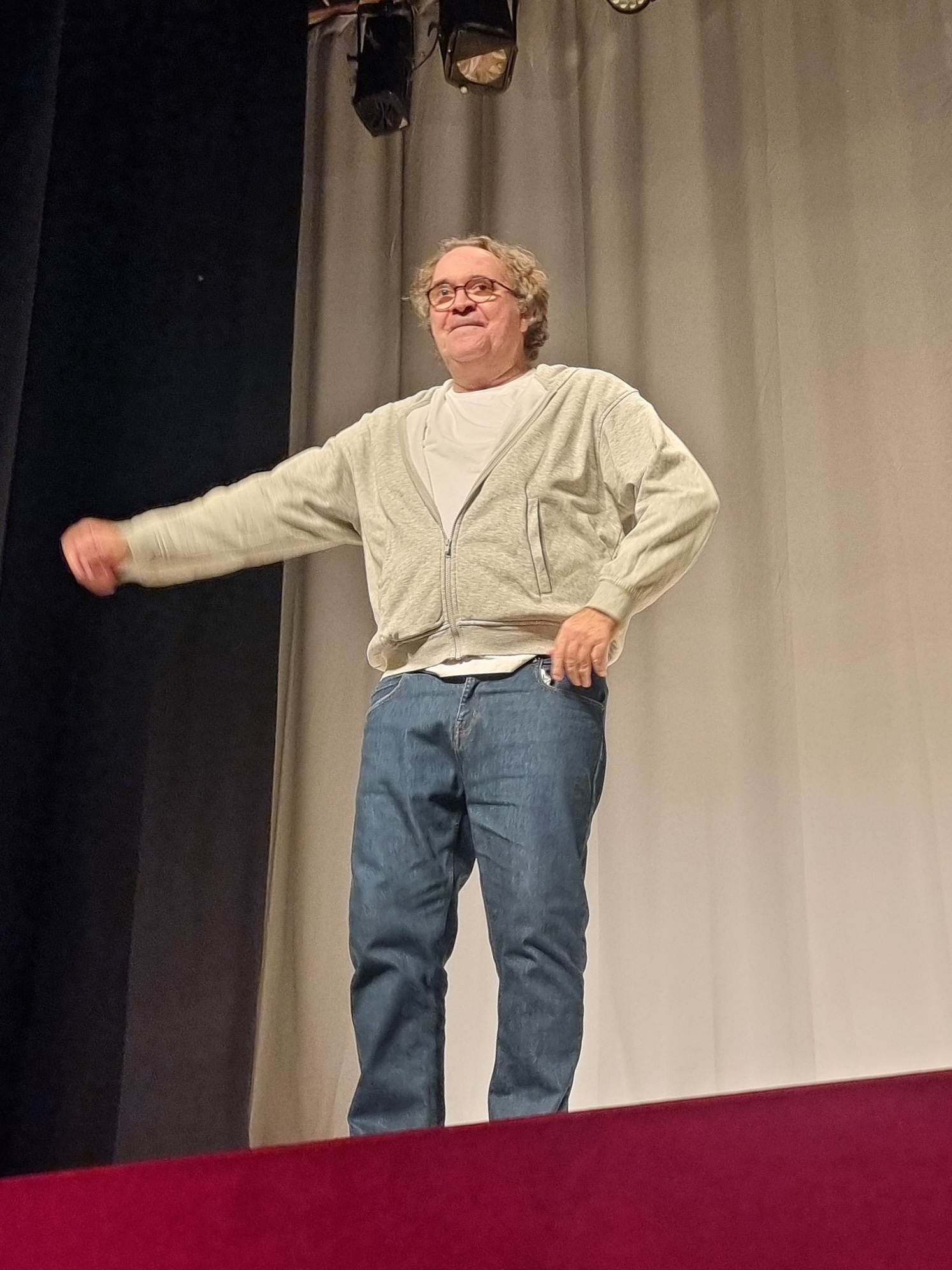
Grégoire Bonnet interprète Philippe.
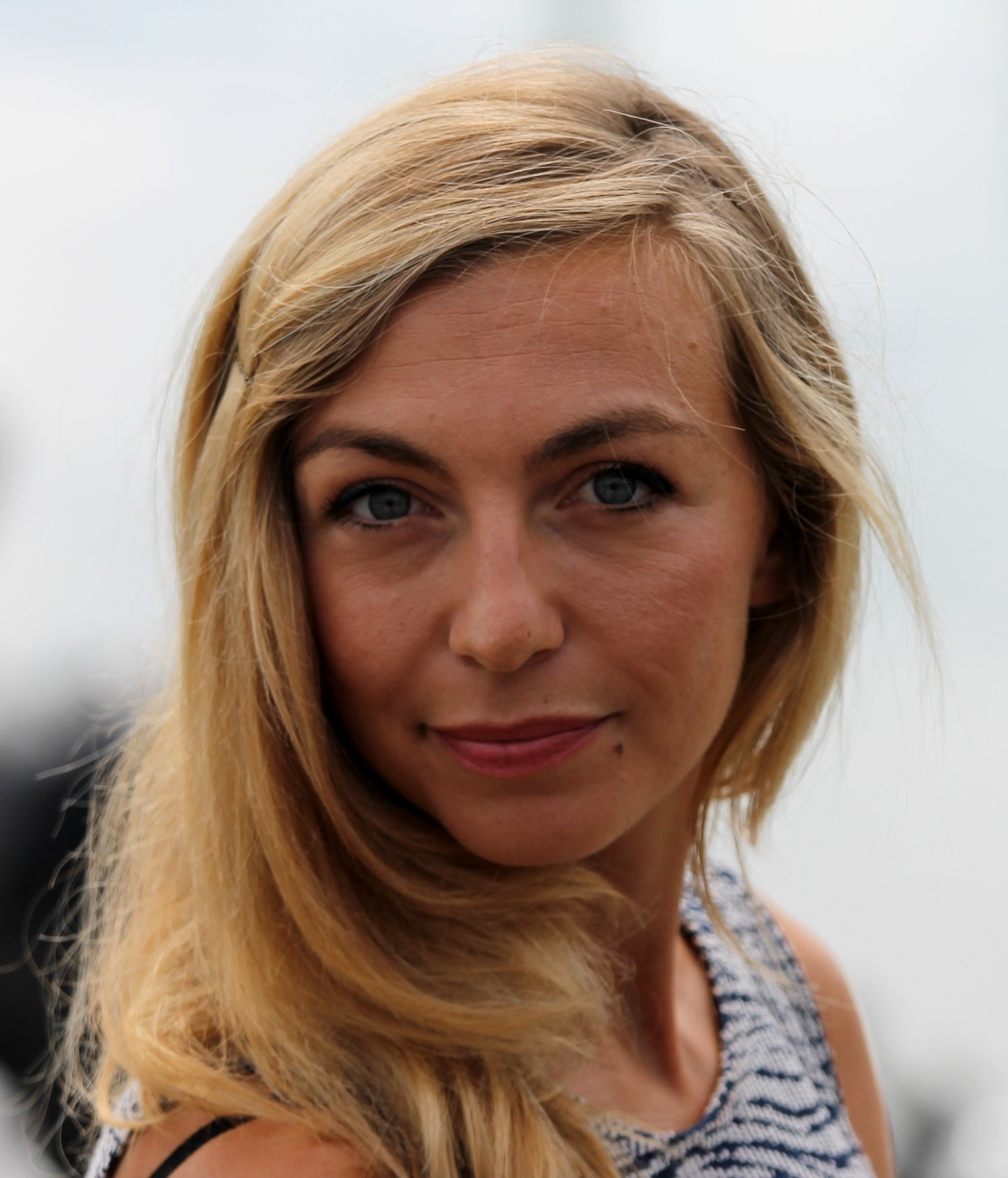
Amélie Etasse interprète Camille.
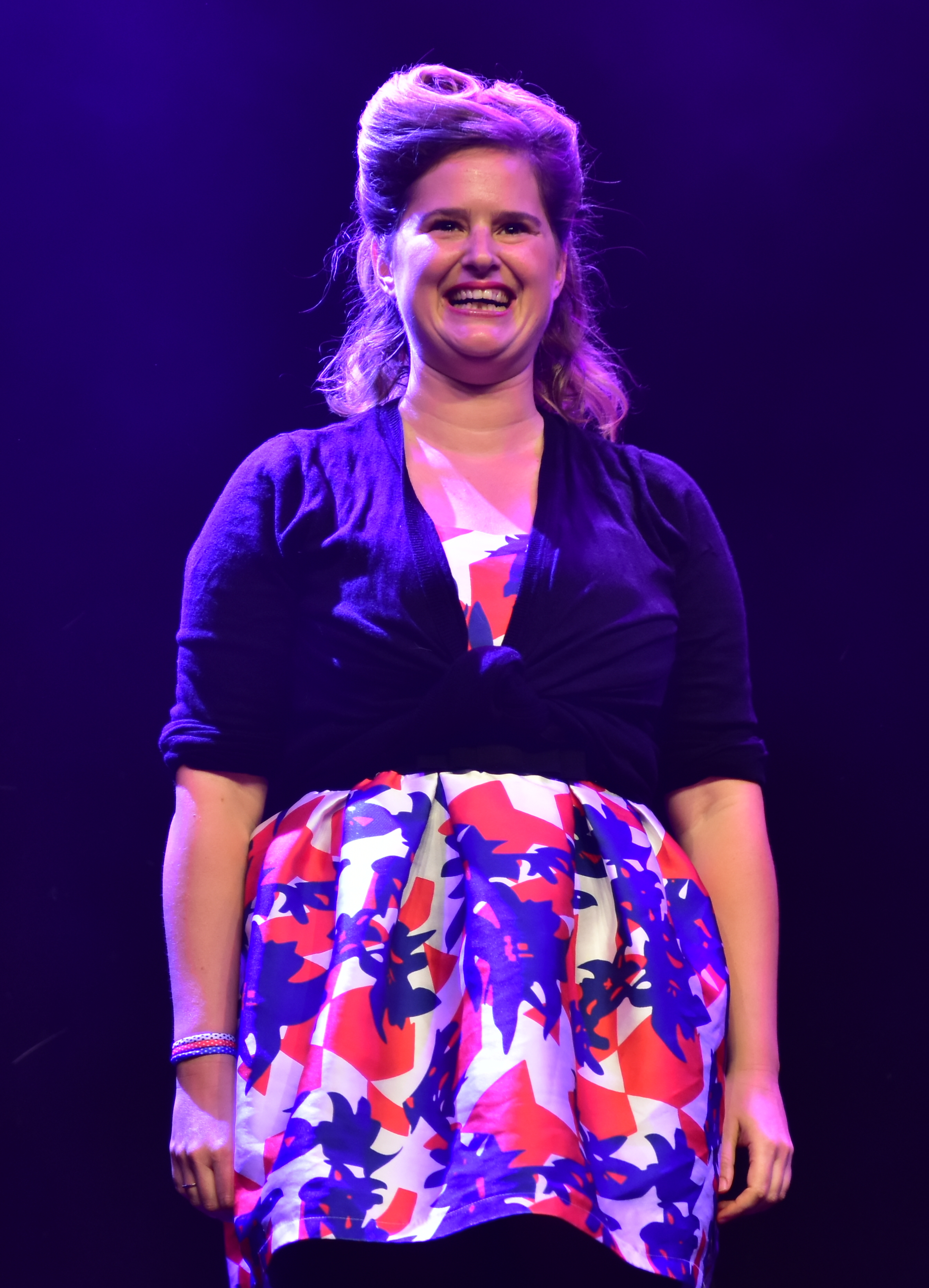
Élodie Poux interprète Alice.

### Anciens personnages principaux
- Loup-Denis Elion : Cédric (saisons 1 à 10) - (2009 à 2019)[6]
- Audrey Lamy : Marion (saisons 1 à 10) - (2009 à 2019)[6]
- Marion Game : Huguette (saisons 1 à 15) - (2009 à 2023) - (décès) - apparitions vocales dans quelques épisodes à partir de la saison 15[7]
- Ryad Baxx : Jalil (saisons 13 à 16) - (2021 à 2025)[8]
- Claudia Mongumu : Louise (saisons 13 à 16) - (2021 à 2025)[8]
- Didier Bénureau : Gilbert (saisons 14 à 16) - (2023 à 2025)[9]
- Fanny Cottençon : Christine (saisons 14 à 16) - (2023 à 2025)[9]

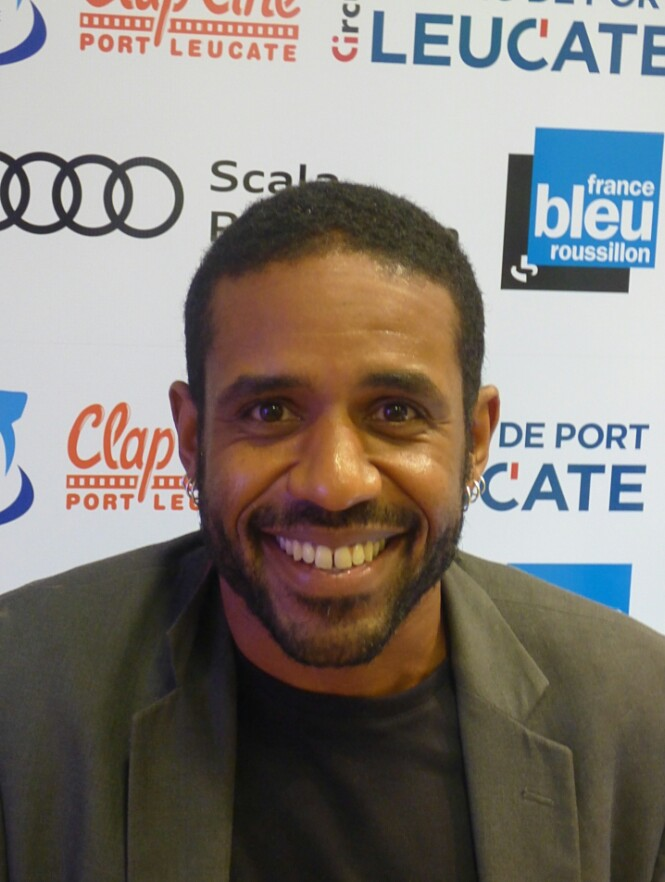
Loup-Denis Elion interprétait Cédric.
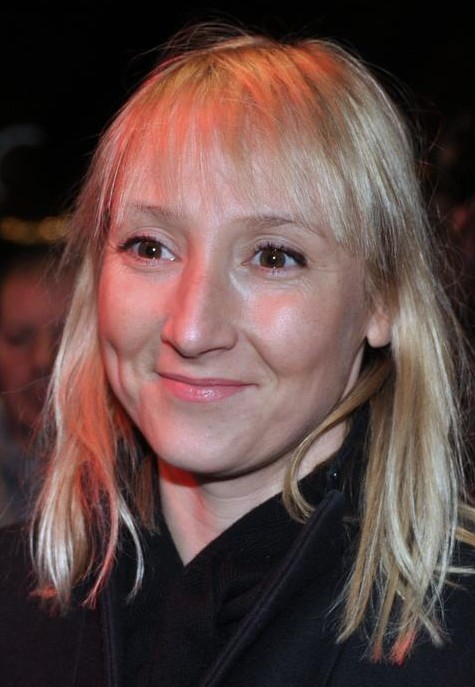
Audrey Lamy interprétait Marion.
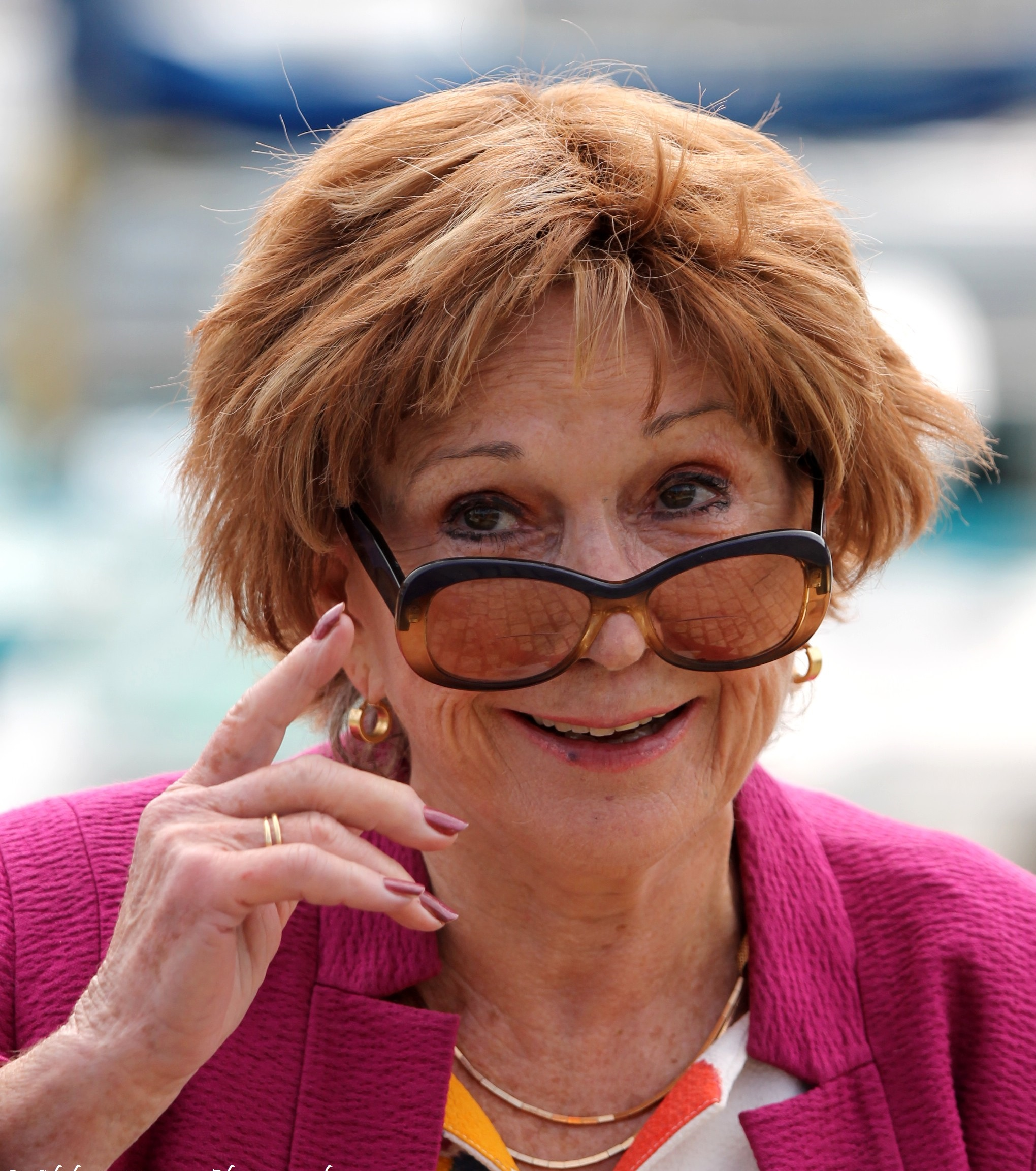
Marion Game interprétait Huguette.
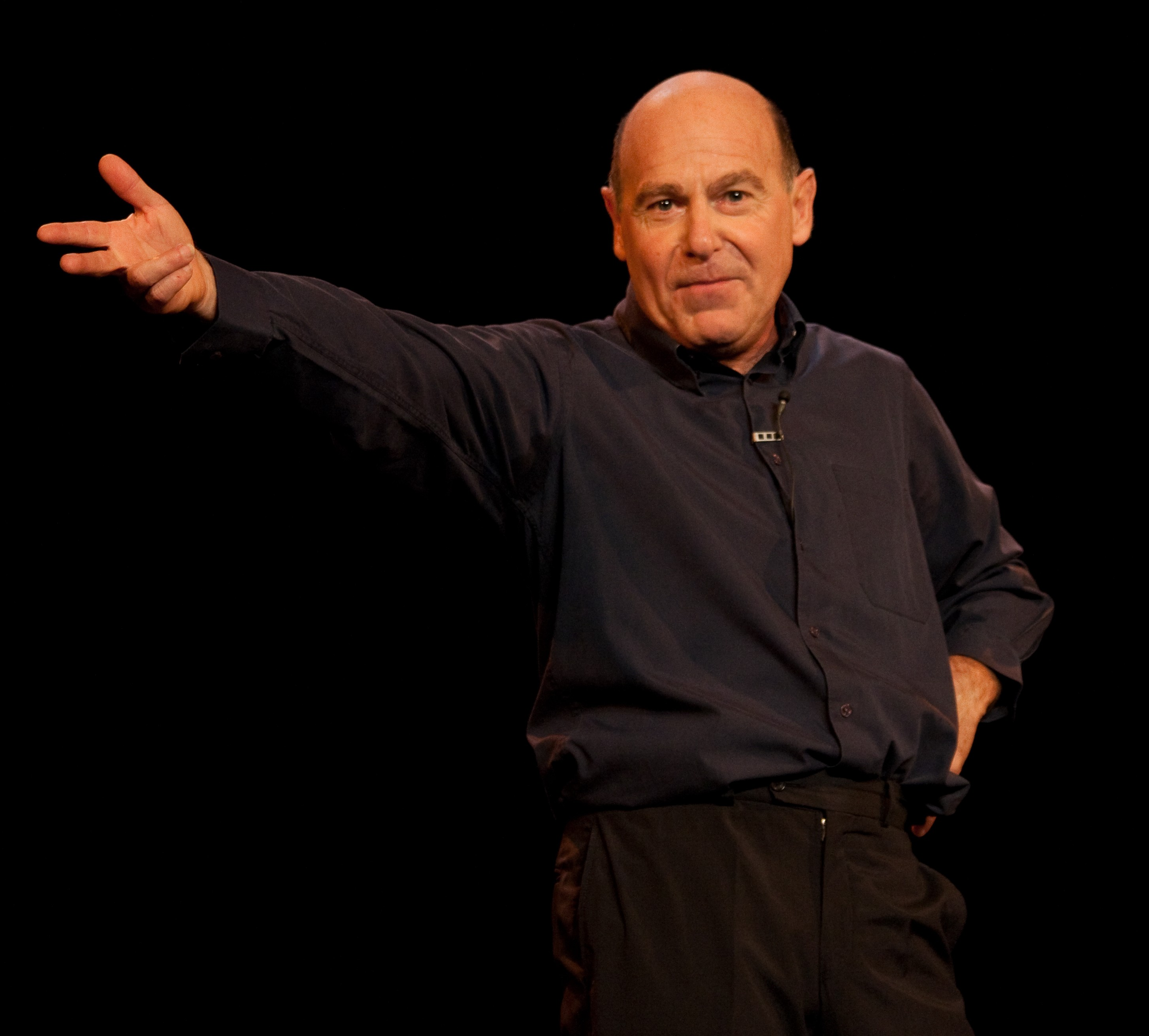
Didier Bénureau interprétait Gilbert.
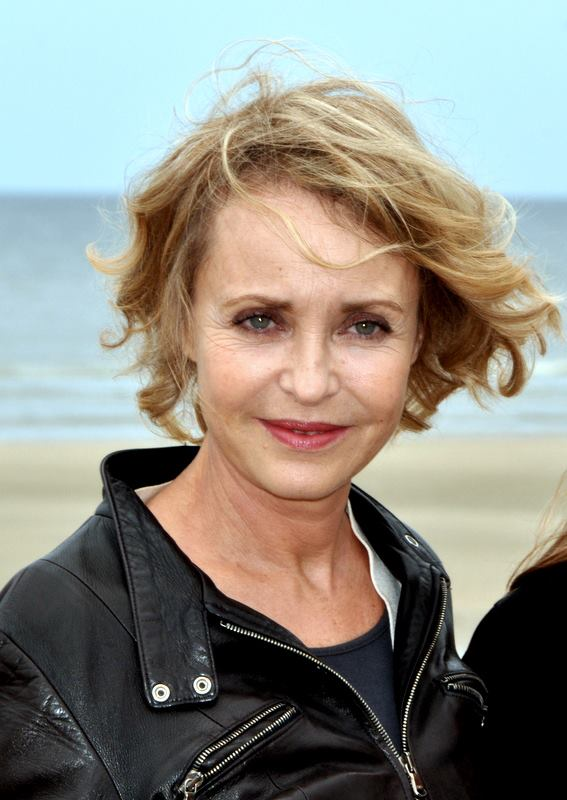
Fanny Cottençon interprétait Christine.

### Acteurs secondaires
- Patrick Préjean : Jacky  (depuis la saison 15)
- Chantal Ladesou : Nicole  (depuis la saison 16)

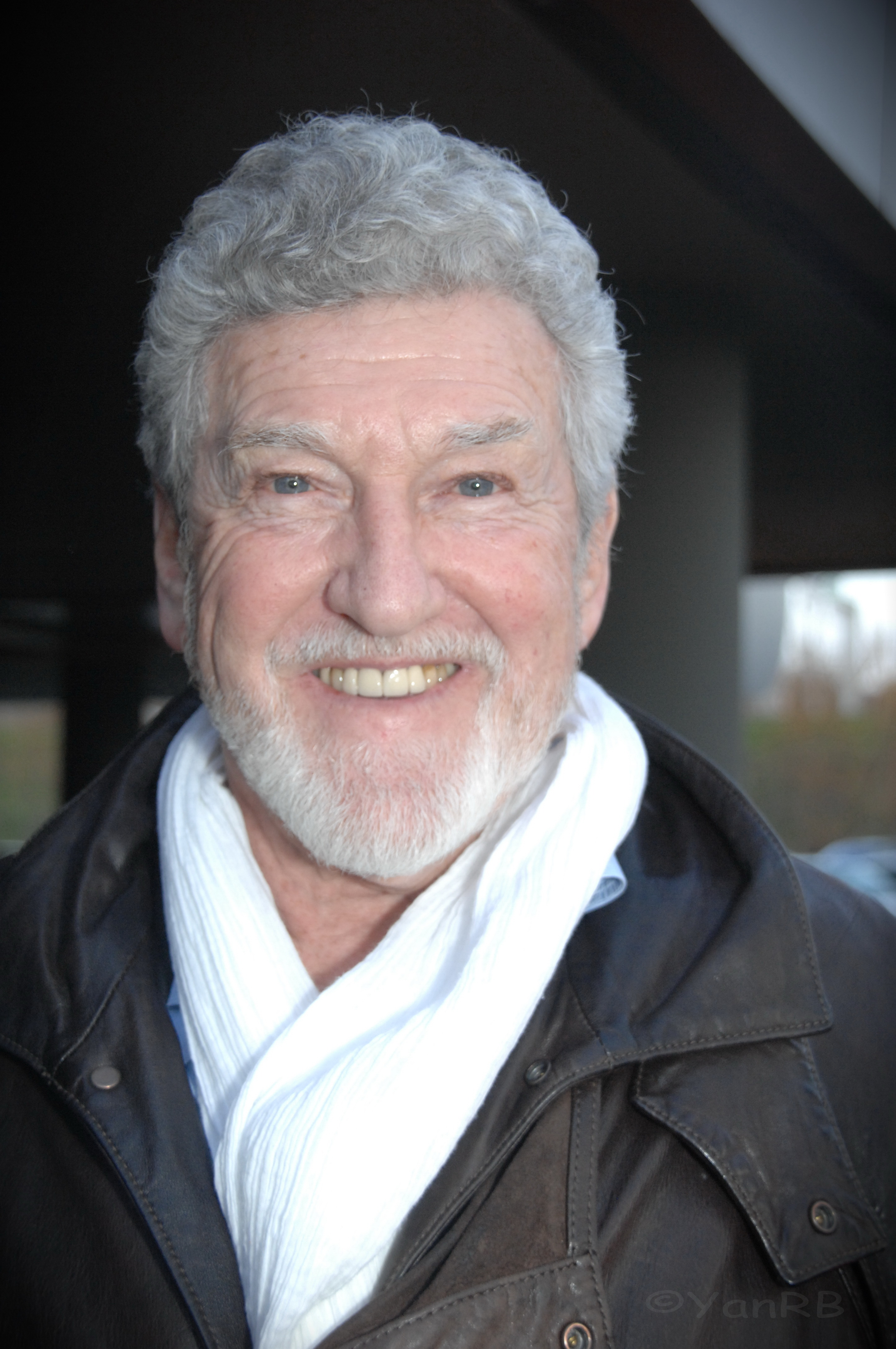
Patrick Préjean interprète Jacky.
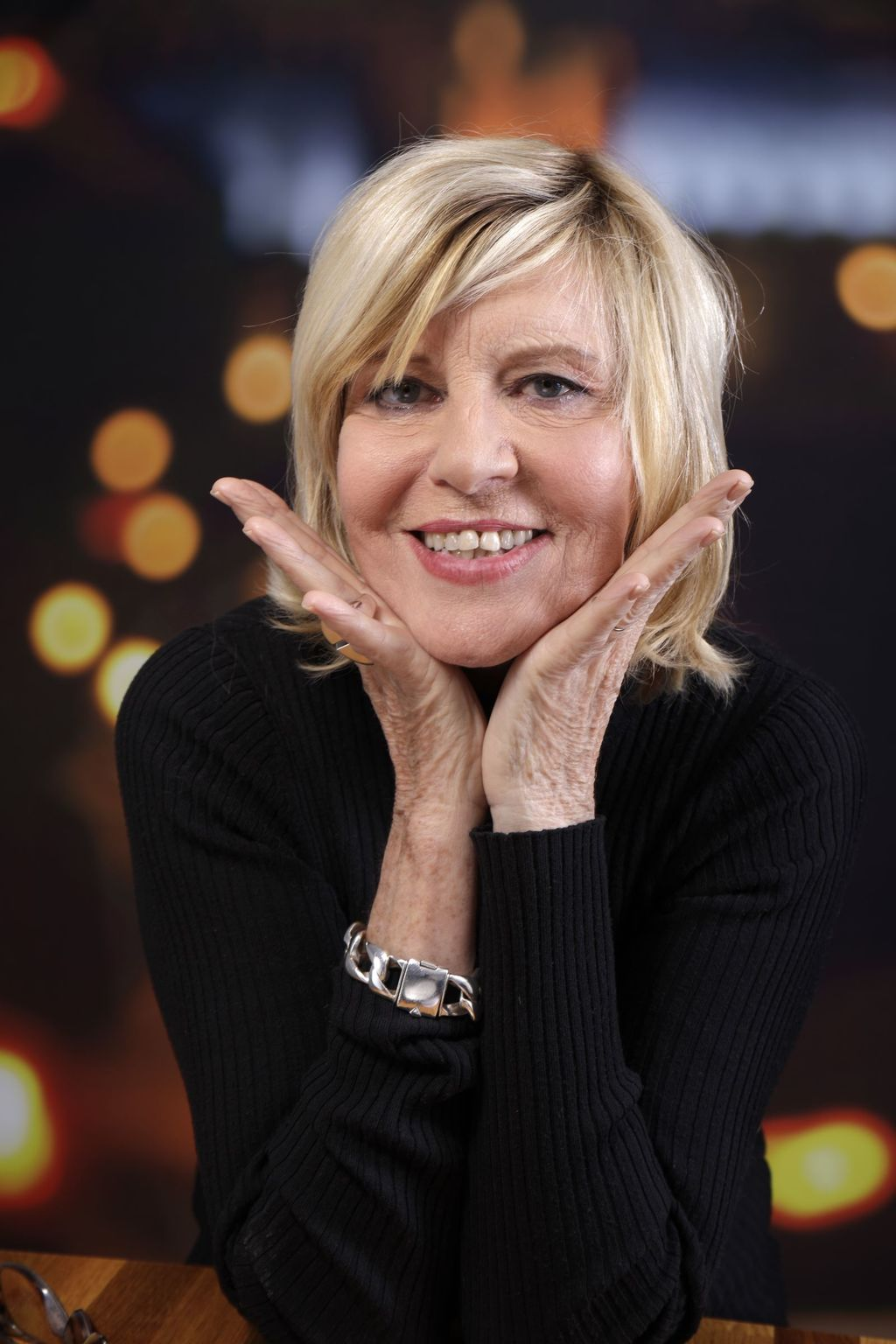
Chantal Ladesou interprète de Nicole.

## Personnages

### Raymond et Huguette (saisons 1 à 14)

#### Présentation
Ils forment le couple octogénaire de la série. Ils se sont rencontrés en août 1965 dans un parc au bord d'un étang à Montargis, dans lequel Raymond s'était retrouvé à la suite d'un retard de train. Ils ont une fille unique, Caroline, pour laquelle ils ont peu d'affection, et deux petits-fils, Corentin et Anthony. Ils semblent toutefois plus proches d'Anthony. Leur principal trait de caractère est la méchanceté gratuite à l'égard de leur famille ou leurs voisins, souvent pour tuer le temps alors qu'ils estiment s'ennuyer chez eux depuis qu'ils sont en retraite. Ils résident dans un appartement situé au cinquième étage d'une copropriété.
Raymond est un gendarme en retraite. Il a un frère, Robert, qu'il voit très peu. Le quotidien du couple se résume souvent à se faire des mauvais coups et à s'envoyer des méchancetés. En apparence, ils se détestent mais il leur arrive fréquemment d'allier leurs efforts pour rendre la vie impossible à leurs voisins, aux passants dans la rue et parfois même à leurs amis et leur famille ainsi qu'à leur propre fille. Ils ont aussi l'habitude d'espionner les voisins des immeubles avoisinants avec une paire de jumelles et de fouiller leur courrier ainsi que de prendre à la rigolade les funérailles de leurs amis. Raymond a par la suite monté une radio, dénommée « Radio Moustache », à laquelle Huguette s'est ensuite alliée.
Huguette est une ex-femme au foyer, piètre cuisinière, qui passe son temps au marché à écouter les ragots de Françoise, à éplucher les légumes ou à tricoter devant la télévision avec Raymond. Elle fréquente pendant un moment M. Jasmin, puis Roland, un homme cultivé et séduisant, ce qui a le don d'agacer Raymond. Contrairement à Raymond, elle est fan de Michaël François, un chanteur ringard dont elle fredonne souvent Bella, bella amorosa, nous nous aimions, cet été là, que ses amies et elle sont déjà allées voir en concert. Plus encore, elle ne permet à personne d'insulter Michaël François.
Elle lit souvent les romances à l'eau de rose de Jessica Di Amore et le magazine La Vie en Mauve. Malgré les apparences, c'est elle qui fait la loi dans leur couple.
De la saison 1 à la saison 6, Raymond occupe ses moments de loisirs en construisant des maquettes et en écrivant ses mémoires ainsi que des romans policiers. Dans la saison 7, il aime beaucoup parier sur des chevaux, sans succès. Depuis plus récemment, il possède Framboise, une jument sur laquelle il parie aux courses (mais qui ne gagne jamais). Il ne manque jamais une occasion de critiquer négativement la cuisine d'Huguette. On le voit à plusieurs reprises lire un livre de la série SAS.
Ils sont souvent devant la télévision, se disputant chaque soir sur le programme.
Le couple chante parfois la première partie du refrain de la chanson Pouet ! Pouet ! de Georges Milton. Raymond surnomme Huguette « ma poule », « P'tit Bouchon » ou « Guéguette ». Ils se sont mariés car Huguette a fait croire à Raymond qu'elle était enceinte. Ils ont leurs petites habitudes qu'ils ne changeraient sous aucun prétexte. Malgré tout, même s'ils ne se l'avoueront probablement jamais, ils s'aiment profondément et ne pourraient rien faire l'un sans l'autre.
Le couple a également fondé une petite association avec des amis, le FLV (Front de libération des vieux), avec lequel ils ne fédèrent que six adhérents, mais ils comptent bien monter en puissance pour obtenir un pouvoir de pression sur les décisions de la municipalité et sur les jeunes du square, leurs pires ennemis.
Depuis la saison 8, ils accueillent une jeune et jolie étudiante en médecine prénommée Laura qu'ils apprécient (plus que leur propre fille, semble-t-il) et à laquelle leur neveu Estève n'est pas insensible. Cependant, la jeune étudiante n'est pas au bout de ses surprises avec le couple.
Dans la saison 10, Raymond apprend qu'il a un fils caché, issu de son union avec une jeune fille qu'il a draguée lors d'un bal des pompiers, avant son mariage. Ce fils semble le synonyme de la réussite, contrairement à Caroline, la fille de Raymond et Huguette. Bien que cela agace Raymond, le couple va également créer le fan-club de Michaël François, idole d'Huguette, allant jusqu'à créer des objets à son effigie, ce que Michaël François lui-même n'appréciera pas.
Dans la saison 11, l'étudiante Laura les quitte pour s'installer chez son petit-ami. Ils accueillent une nouvelle locataire originaire du Sud, Maeva, cousine de Laura.
Entre les saisons 14 et 15, le personnage d'Huguette disparait sans plus d'explications, laissant Raymond, unique personnage principal des épisodes le mettant en scène. L'épisode spécial "Plans sur la comète" confirme ensuite le décès d'Huguette. Raymond y dit regretter son épouse qu'il compare à une "comète dévastatrice".

#### Personnages associés
- Martine, la meilleure amie d'Huguette.
- Danièle, amie d'Huguette.
- Françoise, amie d'Huguette.
- Gisèle (Évelyne Grandjean), veuve et amie d'Huguette. Elle aura une liaison avec Estève.
- Henri, un ancien collègue de Raymond, doué au Scrabble et pour raconter des histoires. Il est très souvent perçu comme gâteux, ayant par exemple des soucis de réaction ou de mémoire.
- Armand, un ami du couple qui se plaint constamment de ses problèmes de santé.
- Fernande, une amie âgée et gâteuse qui leur rend souvent des visites interminables.
- Georges, un ami en fauteuil qui vient de faire un AVC et qui n'est compris que par Estève quand il parle.
- Divers amis et couples d'amis qui viennent pour des parties de cartes, des petits concours entre vieux, des enterrements, les réunions du FLV (Front de libération des vieux), les réunions du fan-club de Michaël François…
- Estève, neveu d'Huguette, que Raymond et Huguette semblent ne pas trop apprécier et qui semble, lui, avoir peu de neurones
- Béatrice, dite « Béa », leur nièce qui vient régulièrement leur demander des conseils sur sa vie amoureuse.
- Caroline, leur fille unique.
- Leurs petits-fils Corentin et Anthony. Huguette et Raymond se moquent régulièrement de Corentin qu'ils considèrent comme stupide, mais semblent beaucoup plus proches d'Anthony qu'ils voient comme leur digne relève. Ils se font d'ailleurs un malin plaisir de lui donner des conseils pour être le plus insupportable possible auprès de sa mère et de ses professeurs.
- Grégoire, le « fils caché » de Raymond
- Didier, leur neveu dépressif en situation précaire qui leur rend visite dans l'espoir d'obtenir un peu d'argent que, bien entendu, Huguette et Raymond refusent toujours de lui avancer.
- Éric, un scout serviable mais pas très futé qui aide souvent Huguette à monter ses courses et qui subit régulièrement les méchancetés du couple. Malgré tout Raymond l'apprécie bien. Il leur annonce qu'il entre au séminaire.
- Maxime, le fils des voisins et ami de Raymond. Ce dernier l'apprécie également, bien qu'il le nie.
- Divers voisins (la mère Vignon, les Bricard, les Richemont, M. Martinez, M. Mougin, M. Bouvier) et les commerçants à qui ils font régulièrement des méchancetés.
- Alice, une petite voisine du couple habitant au 4e étage, qui les interroge tout le temps sur la vieillesse.
- Sophie, « la petite boulangère » que Raymond affectionne : il dépense beaucoup d'argent chaque jour pour le pain et s'habille toujours élégamment pour la séduire, ce qui amuse Huguette.
- Laura, belle rousse étudiante en médecine qui loge chez le couple et au charme de laquelle Estève, le neveu des septuagénaires, n'est pas insensible.
- Diverses femmes de ménages qui ne restent jamais très longtemps à cause de leur comportement, avec pour exception Mme Cassin qui, malgré les sournoiseries du couple, les apprécie.
- Mme Mathieu, la concierge de l'immeuble du couple, commère et curieuse.
- Michaël François, idole d'Huguette et de ses copines, qui énerve vraiment Raymond. Malgré l'opposition de ce dernier, Huguette décide de devenir présidente de son fan-club et de gérer ses produits dérivés.
- Maéva, originaire du sud ouest, cousine de Laura, nouvelle colocataire du couple après le départ de cette dernière pour aller vivre avec son petit copain.

### José et Liliane (depuis la saison 1)

#### Présentation
Ils sont un couple de quinquagénaires. Au début de la série, ils sont mariés depuis plus de vingt ans mais ont au moins vingt-cinq ans de vie commune derrière eux. Ils habitent une résidence pavillonnaire et ont un fils, Emmanuel, dit « Manu », qui a quitté le domicile pour aller travailler en Chine. Il vit avec une jeune Chinoise nommée Bao et viennent d'avoir leur premier enfant. Liliane vit très mal le manque de son fils. Liliane et José réapprennent donc à vivre en couple.
José est un homme souvent angoissé, indolent, assez primaire, mais très gentil, qui travaille au service « Sport et Jeunesse » de sa ville dont il devient maire (à partir de la saison 9). Une de ses caractéristiques est sa capacité à se poser des questions étranges et au mauvais moment, ce qui l'occupe pendant plusieurs heures. Sa réplique la plus récurrente est : « Ah non mais, lààà !... » qu'il dit toujours d'un air effaré.
Liliane est esthéticienne à son compte. Elle se désespère de voir son mari manquer de profondeur, de réelles attentions et de psychologie à son égard, de s'avachir devant des matchs de football, dont il est grand amateur. José est en particulier fan du Real Madrid de par ses origines espagnoles, de Zinédine Zidane, de Michel Platini, et de bien d'autres visages connus du football. Il essaie de mettre au point des inventions mais il lui manque toujours des éléments, comme le fait régulièrement remarquer Liliane. Enfin, il s'énerve très facilement lorsque quelque chose arrive à sa voiture, car Liliane conduit extrêmement mal, elle se fait retirer son permis plusieurs fois et provoque de nombreux accidents.
Liliane tente de rallumer la flamme de leur couple par des jeux érotiques déguisés ou de soirées échangistes qui tournent souvent mal à cause de la maladresse de son mari. Une autre de ses méthodes est d'imiter la colombe qui roucoule pour le charmer. Liliane est obsédée par son fils Manu, refusant de se résoudre à jeter ses vieilles affaires. Un simple bocal rempli de l'air qu'il respire peut le mettre en extase. Elle remarque aussi plusieurs détails qui laisseraient à penser que José était autrefois surdoué (notamment sa faculté impressionnante de calcul mental) mais on ne sait pas pourquoi il est devenu ce qu'il est aujourd'hui. Liliane est également propriétaire depuis la saison 7 d'une petite chienne nommée « Hip-Hop », dont José semble être jaloux car Liliane préfère Hip-Hop à José. Liliane semble également préférer Hip-Hop à sa petite-fille, une fois que Manu et Bao, rentrés de Chine, la leur laisseront à garder (saison 11). Dans le documentaire "Scènes de ménages, les secrets d'un succès", on apprend que Hip-Hop appartient à Valérie Karsenti.
Liliane souffre d'une addiction au jeu, est une bonne cuisinière, passionnée par Diana Spencer, et adore les plantes, qu'elle traite comme ses enfants en leur parlant. Elle s'occupe également de SDF au sein d'une association.
Ils invitent souvent leurs voisins et leurs connaissances à dîner, mais les soirées se terminent souvent mal à cause du manque de tact de José.
José est obsédé par sa rivalité avec un collègue de travail, Chamard, qui est « l'ennemi » de José qui fait tout pour être meilleur que lui.
Dans la saison 8, José, poussé par les grandes ambitions de Liliane, se présente aux élections municipales avec pour slogan « Osez José ».
Lors du prime Aventures sous les tropiques (saison 9), le couple est en voyage officiel car José est devenu maire, à une voix près, celle de Tata Odette, tante de Liliane, que José déteste et qui avait voté pour lui « pour rigoler ». Attachée culturelle à la mairie, Liliane fait du domicile du couple une résidence d'artistes, parfois farfelus et drôles.
Dans la saison 11, en plus de sa fameuse comédie musicale sur Lady Di, Liliane devient obsédée par la nouvelle série Cœur hôpital, qui lui fera, par moments, oublier la réalité. Dans la même saison, Liliane et José ont de nouveaux voisins : un homme vivant en couple — ou plutôt en « trouple », comme ils disent — avec deux femmes.
À partir de la saison 13 ou 14, Brigitte, la secrétaire de José à la mairie, décide de se porter candidate contre José aux prochaines élections municipales. José ne digérant pas ce coup de cochon, Liliane le pousse à riposter.

#### Personnages associés
- Manu (de son prénom Emmanuel) : le départ de leur fils pour la Chine cause énormément de chagrin à Liliane. Bao, sa petite amie, est détestée de Liliane au début de la série mais finit par être appréciée d'elle. Le couple attend une fille ce qui fait que Liliane et José vont devenir grands-parents d'une petite Lucie. Après son divorce avec Bao et son retour définitif en France, il cumule les aventures, au grand dam de ses parents. Le rôle est incarné par Paul Lefèvre depuis 2018.
- Tata Odette, la tante de Liliane, qui n'apprécie pas José et que José n'apprécie pas, car elle est extrêmement ennuyeuse selon lui. C'est une vraie démone hypocrite et fourbe dans le dos de Liliane, car elle rejette toujours la faute sur José, et Liliane prend tout le temps la défense de sa tante, car elle n'hésite pas à faire des mauvais coups à José et tout nier à Liliane. Le rôle est tenu par Andrée Damant de 2009 jusqu'à sa mort en 2022.
- Anna, la sœur de José, qui vit temporairement chez son frère à la suite de sa rupture avec son mari, Richard. Le rôle sera tenu par Annie Gregorio
- Ricky, un collègue de José avec qui il ne rate jamais une occasion de faire des bêtises et des blagues potaches.
- Chamard, un collègue de José avec qui il est toujours en conflit ou en compétition, interprété lors du prime Au boulot ! par Didier Bourdon
- Le maire, patron de José, interprété dans un prime-time par François Morel
- Brigitte, la secrétaire de José depuis qu'il est devenu maire. Elle est consciencieuse et professionnelle à l'extrême, n'hésitant pas à s'immiscer dans la vie privée de José et Liliane pour des questions professionnelles. Lorsque José se présentera pour un second mandat, Brigitte sera sa seule opposante, ce qui n'empêchera pas José d'être réélu avec un très gros score. Le rôle est tenu par Raphaëline Goupilleau
- Jean-Pierre et Adèle, le couple proche de Liliane et José, chez qui ils sont régulièrement invités à dîner. Jean-Pierre, interprété par Philippe Duquesne, est très similaire à José et cause les mêmes problèmes à sa femme. De ce fait, Adèle devient très proche de Liliane. Depuis la saison 11, Jean-Pierre et Adèle sont divorcés.
- Divers voisins et amis, dont Patrick et Fabienne ou encore Marie-Catherine (Tatiana Gousseff) et Jean-Philippe, invités de dîners récurrents.
- Un autre voisin (Jean-Michel Lahmi), un homme mystérieux et inquiétant s'invite régulièrement chez eux et met le couple invariablement dans un état d'épouvante.
- Une équipe de football junior que José entraîne, dans la catégorie des Poussins, notamment leur capitaine Karim.
- Élise, la chargée de communication de la campagne de José, aidée de Félix, pour le numérique.
- Lucas, saison 11, jeune homme à tout faire de Liliane qui a toutes les qualités.

### Fabien et Emma (depuis la saison 3)

#### Présentation
Ils se sont rencontrés dans une salle de fitness alors que Fabien était resté coincé sous des haltères. Emma l'a trouvé très maladroit mais surtout très drôle. Ces deux citadins que tout oppose ont emménagé à la campagne en retapant la vieille grange du père Bergounioux, qui est par la suite devenu leur voisin, pour en faire leur maison. Submergés de dettes, ils doivent organiser leur nouvelle vie avec leur fille Chloé. Le couple se surnomme mutuellement « chaton ». Ce sont des trentenaires, Emma fêtant ses 35 ans durant la saison 9.
Emma est vendeuse chez Bricoflex, un magasin de bricolage, et elle tente désespérément de se trouver un talent dans le domaine de la poterie, puis du chant militant et de la peinture. Fabien ne manque d'ailleurs jamais de lui rappeler à quel point elle est mauvaise dans ces domaines, cependant, lors du prime Ça va être leur fête diffusé le 11 avril 2017 pour les 30 ans de la chaîne M6, elle organise avec Fabien un festival de musique, dont elle sera la vedette et lui apportera un buzz sur internet. Elle se trouve être une passionnée de son métier, sachant manier tous les outils, et s'occupe des divers travaux d'entretien de la maison. D'ailleurs, elle transforme leur jardin en décharge artistique composée de bric et de broc à réutiliser. On apprend lors de deux épisodes diffusés fin 2013 que son véritable prénom est Emmanuelle. Elle écrit un livre imaginaire mettant en scène des personnages fictifs correspondant à des êtres « extraterrestres » vivant sur la planète « Floux », mais aucune maison d'édition n'est intéressée. D'ailleurs, intimement convaincue que les extraterrestres existent, voire sont déjà parmi nous, elle fait partie du « Club des amis des extraterrestres » dont le but est l'étude et la préparation de l'arrivée de ces derniers. Les réunions du club se font souvent dans leur maison, au grand dam de Fabien. À partir de la saison 9, Emma crée un groupe de réflexion qui arrive à des conclusions sans aucun sens, ce qui fait rire Fabien. Emma a un fort caractère et s'énerve rapidement. Elle a également un humour particulier que Fabien comprend rarement. Bien qu'elle aime beaucoup sa fille, Emma pique facilement des crises de nerfs pendant lesquelles elle ne manque pas d'insulter Chloé, ce que Fabien ne supporte pas, quand celle-ci refuse de dormir, par exemple. Emma est une adepte des théories du complot, qu'elle tente vainement d'expliquer à Fabien.
Fabien est un passionné de moto-cross, auteur d'un herbier et récent pompier volontaire qui est souvent angoissé, surtout lorsqu'on lui parle de l'avenir de sa fille. Une simple montée de stress ou un choc émotionnel, même anodin, suffit à le faire s'évanouir. Il pratique le ping pong à partir de la saison 10. Professeur de français puis professeur agrégé d'histoire-géographie (pas forcément très respecté par ses élèves) au collège Louis-le-Grand (ennemi juré de Pierre-Brossolette) puis Pierre Bachelet, Fabien est un homme hyper-sensible et souvent trop attentionné envers sa fille. Au contraire d'Emma, Fabien, lui, se débrouille extrêmement mal dans le domaine du bricolage, bien qu'il tente lors de quelques épisodes de s'y essayer (avec « les tutoriels de Luce » sur internet, par exemple) mais il n'y parvient jamais. Fabien souhaiterait avoir un chien à la maison, mais Emma s'y oppose fermement ; il ne cesse de faire des allusions sur ce sujet. Depuis quelque temps, Fabien a un début de calvitie et essaie de trouver des moyens pour y remédier mais cela est gâché par les remarques d'Emma. Par la suite, Fabien quitte son poste de professeur d'histoire-géographie pour devenir journaliste et rédacteur en chef de la gazette du village, mais trouve peu de matière à écrire.
Fabien et Emma ont également arrangé leur maison, et en ont fait un gîte dans lequel ils hébergent des clients auxquels ils proposent aussi leurs produits agricoles, miel et confiture entre autres, dont certains portent la marque saugrenue qu'ils leur ont donnée, « Anouk et Quentin ». Cette prétendue exploitation agricole ne s'avère pas vraiment fructueuse.
Emma dans la saison 11 devient directrice de Bricoflex, allant parfois jusqu'à renier ses principes : elle qui campait sur la ZAD, incarnait la rebelle et la syndicaliste meneuse de manifs et de grèves, et chantait des chansons engagées, devient subitement une patronne sans scrupules, contente d'avoir des actions Bricoflex. Fabien, quant à lui, écrit et publie des romans à la fois historiques et érotiques sous un pseudonyme féminin, et Emma se fait passer pour la soi-disant auteure desdits romans lorsque celle-ci doit être interviewée.
Dans la saison 15, après avoir accepté d'avoir un nouvel enfant, choix pour lequel elle était réticente, Emma tombe enceinte de jumeaux, prénommés Nathan et Gina.
Dans le prime time "Scènes de ménages, 15 ans : enfin réunis", à la suite d'un pari perdu, Emma accepte d'épouser Fabien et fini par lui faire elle-même sa demande.

#### Personnages associés
- Chloé, leur fille dans les saisons 3 et 4, puis 6 mois dans la saison 5. On ne la voit jamais en réalité, étant seulement suggérée par un bout de bras ou de jambe (d'un mannequin) gigotant dans un siège Relax, par exemple. Elle apparaît à partir de la saison 10, sous les traits d'une petite fille de 5 ans.
- Ludivine (Julia Dorval), la sœur joyeuse et passablement stupide de Fabien. Elle est extrêmement élégante, ce qui lui vaut d'attirer les regards de tous les garçons. Elle cherche à être une bonne tante pour Chloé, ainsi qu'une bonne belle-sœur pour Emma, qui ne l'apprécie pas, ce qu'elle ne dit jamais clairement en sa présence. Elle va avoir une relation avec le meilleur ami de Fabien, Philippe.
- Thierry (Hubert Delattre) et Hervé (Yannik Mazzilli décédé dans la nuit du 29 au 30 juillet 2024[12]), les deux frères aînés d'Emma. Ces derniers se montrent souvent plaisantins avec Fabien dans un humour qu'il apprécie peu. Fabien est souvent intimidé par ses beaux-frères. Dans les saisons récentes, ils semblent mieux apprécier Fabien. On apprend aussi que Thierry n'était pas un vrai frère mais un ami de toujours, considéré comme un vrai frère par Hervé et Emma.
- Le père Bergounioux, leur voisin, vieux fermier qui leur a vendu la grange transformée en maison dans laquelle ils habitent.
- M. Monachon, un voisin.
- Mme Pinot (Marie-Hélène Lentini), une voisine très amicale envers Fabien et souvent moins avec Emma.
- Le Nantais, un voisin que le couple déteste pour aucune vraie raison (ou plutôt le prétexte change à chaque épisode), ils apprennent à le tolérer et il dira que lui-même déteste les Rennais.
- La directrice de la crèche à laquelle le couple aimerait inscrire Chloé. Si Fabien fait de son mieux pour faire bonne figure (étant donné qu'elle a un faible pour lui), Emma fait souvent preuve de maladresse.
- Walter, l'ex d'Emma, écologiste et grand aventurier. Emma en est admirative et Fabien jaloux.
- Les collègues d'Emma et Fabien. Quand Fabien invite ses collègues, ils parlent d'éducation et Emma passe à côté de la conversation et inversement avec les collègues de Bricoflex d'Emma pour Fabien.
- Cécile et Bertrand Morel : un couple trop parfait selon Emma et Fabien. Ils n'apparaissent que dans un épisode dans la série. Emma est souvent en colère ou triste lorsque Cécile réussit quelque chose qu'elle-même a raté, devenant même euphorique quand celle-ci lui dit qu'Emma est parfaite. Idem pour son mari, qui tout comme Fabien est prof et pompier volontaire mais en mieux.
- Philippe : le meilleur ami de Fabien. Il va avoir une relation avec Ludivine, la sœur de Fabien. Depuis leur séparation, Emma et Fabien s'acharnent à essayer de recaser Philippe.
- Michel : un ami qu'Emma a rencontré sur la route, qui squatte beaucoup chez eux et qui ne veut pas partir.
- Céline, une amie du couple qui a des difficultés avec sa fille, Lola, adolescente rebelle.
- Max, un de leurs potes qui fait office de directeur de communication pour leur gamme de produits Anouk et Quentin.
- Camille, la meilleure amie d'Emma avant que le couple ne déménage. Elle vient parfois leur rendre visite mais déteste la campagne et ne manque pas de leur faire savoir, ce qui a le don d'insupporter Emma et Fabien.
- Slobodan, un élève de 3e, bête noire de Fabien.
- Colette, mère de Fabien (Sophie Artur/Dominique Lavanant)
- René, père de Fabien (Jean-Luc Bideau)
- Patrick, père d'Emma (Lionnel Astier)
- Solange, mère d'Emma (Valérie Mairesse)
- Hubert, le beau-père de Fabien, nouveau mari de sa mère (Michel Jonasz)

### Philippe et Camille (depuis la saison 7)

#### Présentation
À la rentrée 2015 (lancement de la saison 7), un nouveau couple a fait son apparition dans la série : Camille et Philippe, qui ont pour particularité d'avoir près de vingt ans d'écart (le père de Camille a cinq ans de plus que Philippe). Philippe a la cinquantaine et Camille fête ses 30 ans lors du prime Ça va être leur fête diffusé le 11 avril 2017 pour les 30 ans de la chaîne M6.
Ils se sont rencontrés dans la pharmacie de Philippe à Biarritz. Il a deux enfants, issus de son union avec son ex-femme Isabelle. Son fils, Ulysse, est un étudiant fainéant, se réorientant en permanence et ne sachant pas vraiment ce qu'il veut faire ; il accepte complètement l'union de son père avec Camille et est d'ailleurs très complice avec cette dernière ; il demande régulièrement un appui financier à son père pour des projets plus insensés les uns que les autres. Sa fille, Pauline, est une étudiante en médecine, contrainte par Philippe, elle accepte plus difficilement l'histoire d'amour de Camille et Philippe mais finira par apprécier Camille. Son entourage est, lui, réellement perturbé par la différence d'âge. Le père de Camille, par exemple, ne l'apprécie pas vraiment au début.
Philippe est un pharmacien qui gagne beaucoup d'argent, et aime le faire savoir aux autres : il joue du saxophone, il pratique le golf, il aime les belles voitures et les belles montres et il refuse d'acheter des vêtements en solde. De plus, il se dit « de droite » depuis qu'il possède sa pharmacie, contrairement à Camille qui est de gauche. Il a très peur que Camille le quitte et veut constamment lui prouver qu'il l'aime, en faisant des régimes et du sport afin d'améliorer sa condition physique. Il aime cependant beaucoup cuisiner et apprécie la cuisine gastronomique. Il possède un yacht et plusieurs propriétés immobilières, dont un studio occupé par Stéphanie, l'amie fauchée de Camille, qui ne paye pas son loyer et sort avec Ulysse.
Camille, professeur de yoga, s'efforce d'être tout le temps positive. Elle a eu un bon nombre d'aventures avec des gens de son âge mais elle les trouve trop superficiels, cependant elle conseille Philippe pour l'aider à rester jeune et lui éviter de suivre les tendances dépassées. Elle dit aimer tout le monde, et avoir eu énormément de conquêtes, dont des filles, telle que Dorothée, une de ses ex plusieurs fois mentionnée. Elle a une logique assez étrange qu'elle est la seule à comprendre et est extrêmement franche. Elle ne sait pas mentir et ne se préoccupe pas des conséquences de ses mots. Contrairement à Philippe elle fait très attention à ce qu'elle mange et fait beaucoup de sport. Elle est très sociable et empathique et affiche un côté très spirituel. En tant que professeur de yoga, elle tente plusieurs fois de faire des tutoriels, mais Philippe lui fait rater ses vidéos en se plaçant derrière elle, dans l'axe de la caméra, et très souvent, en mangeant de la charcuterie ou des sucreries. Résultat, en raison de la présence de Philippe, toutes les vidéos de yoga que Camille met en ligne sur YouTube ne sont pas classées dans leur juste catégorie (Humour au lieu de Fitness).
Ces deux personnages semblent très opposés mais s'aiment beaucoup, Camille veut d'ailleurs avoir un enfant avec Philippe, ce à quoi il ne semble pas tout à fait prêt. Camille souhaite par la suite à adopter un enfant, ce à quoi Philippe finit par consentir.
Dans la saison 11, Pauline, la fille de Philippe, annonce à son père être enceinte. Camille le vit très mal et n'accepte pas l'idée d'être l'épouse d'un futur grand-père. Philippe et Camille s'interrogeront longtemps sur l'identité du père de l'enfant qui reste un mystère, jusqu'à ce que Pauline révèle être en fait en couple avec une femme et avoir fait une insémination artificielle. Philippe sera d'abord surpris mais prend finalement bien la nouvelle, jusqu'à défendre la cause des homosexuels auprès de sa famille et ses proches, ce qui amuse beaucoup Camille.
Ulysse, le fils de Philippe, connaît dans la saison 11 une métamorphose surprenante : le fils nonchalant et dilettante finit par trouver sa voie et devenir, au grand étonnement de son père, un agent immobilier ambitieux et sans scrupules, au point même de scandaliser Philippe quand Ulysse lui proposera de vendre sa pharmacie. Il ira jusqu'à draguer Camille, cette dernière le repoussant à chaque fois.

#### Personnages associés
- Isabelle : ex-femme de Philippe. Ils sont restés mariés pendant 20 ans puis ont divorcé, notamment à la suite de ses infidélités avec Jean-Marc, un ami commun. Elle vit aujourd'hui avec François (surnommé BouBou par Ulysse), que Philippe et Camille rencontreront lors du Prime des vacances en montagne, à la suite de l'imbroglio quant au planning du chalet qu'elle possède toujours avec Philippe. Le rôle est tenu par Philippine Leroy-Beaulieu
- Ulysse : le fils de Philippe et Isabelle, qui vit aux dépens de son père. Il a exercé plusieurs petits boulots dont livreur de pizza, avant d'ouvrir un food truck. Puis de réussir dans une agence immobilière. Il est interprété par Grégoire Montana.
- Pauline : la fille de Philippe
- Julie Pinel : la femme de ménage du couple.
- Joris : collègue et ami de Camille dont Philippe est jaloux (il a peur que Camille le quitte pour son collègue).
- Elias : coach sportif de Philippe
- Martine : l'employée de Philippe à la pharmacie, qui est très amoureuse de lui.
- Rodolphe : l'employé de Philippe à la pharmacie, un peu fayot avec son patron (Camille a remarqué son jeu et se méfie de lui). Le rôle est tenu par Emmanuel Gasne.
- Stéphanie : amie de Camille qui est la locataire du studio de Philippe ; ce dernier ne l'apprécie pas car elle a six mois de loyer en retard et l'apprécie encore moins quand elle entame une relation avec Ulysse, son fils.
- Jean-Vincent : un très bon ami de Philippe
- Victoire et Jean-Louis : un des seuls couples encore mariés du cercle d'amis de Philippe.
- Le groupe de parole de Philippe, pour se motiver dans son régime, dont font notamment partie Patrick (Nicky Marbot) et Corinne (Sophie Forte)
- Divers invités récurrents dans des soirées que donne le couple.

### Léo et Leslie (depuis la saison 10)

#### Présentation
À la suite du départ d'Audrey Lamy et de Loup-Denis Elion (Marion et Cédric), à l'issue de la saison 9, un nouveau couple apparaît dans la série à partir de la saison 10. Léo et Leslie, amoureux depuis un an, décident de s'installer dans une sorte d'entrepôt meublé avec les moyens du bord.
Léo et Leslie sont très attachés aux nouvelles technologies qui rythment leur vie. Leur opposition se base aussi surtout sur les clichés de Léo sur les personnes habitant la banlieue et sur ceux de Leslie sur les enfants de riches. Ils ont également en commun leur entreprise de customisation des T-shirts.
Léo est d'origine réunionnaise. On apprend dans un épisode que son vrai prénom est Léonard, à la grande surprise de Leslie, et lui-même n'aime pas qu'on l'appelle par son vrai prénom. Il est également très attaché à sa mère, au point que Leslie lui conseille souvent de « couper le cordon ». Il a toujours vécu de façon assez aisée pendant son enfance.
Leslie, quant à elle, n'a pas connu son père. Elle se met à le rechercher la fin de la saison 10, mais sa mère n'a quasiment aucun souvenir de lui non plus, car elle buvait trop à l'époque. Les souvenirs lui reviennent au fur et à mesure des épisodes.
Comme tous les gens de leur âge, Léo et Leslie organisent souvent des soirées chez eux avec leurs amis, ce qui agace profondément leur voisine, Madame Legault. Après plusieurs emplois précaires, Léo et Leslie parviennent à trouver une situation plus stable en devenant respectivement conseiller dans la publicité et infirmière.

#### Personnages associés
- Thibault (Clément Moreau, un ami de Léo qui vient aux fêtes régulièrement données par le couple et reste souvent jusqu'au lendemain.
- Divers amis du couple qui participent à leur soirée
- Stéphanie, la mère de Leslie (Anne Bouvier), une femme loufoque qui change très fréquemment de petit-ami.
- Mme Legault (Élise Larnicol), leur voisine qui râle constamment après eux lorsque leurs fêtes tournent au tapage nocturne.
- Jimmy, frère de Léo (Janis Abrikh)
- Bernard, père de Léo (Pierre Deny)
- Le propriétaire de l'appartement du couple (Urbain Cancelier)

### Alice et Sofiane (depuis la saison 16)
C'est un couple qui tient une épicerie/snack de moyenne montagne et qui passe son temps à se disputer et se réconcilier devant leurs clients. Habitant au-dessus de leur commerce, le couple doit se supporter 24h/24, ce qui donne lieu à des scènes de vie cocasses et rythmées. Ce couple est joué par Elodie Poux et Majid Berhila.

## Personnages disparus

### Cédric et Marion (saisons 1 à 10)

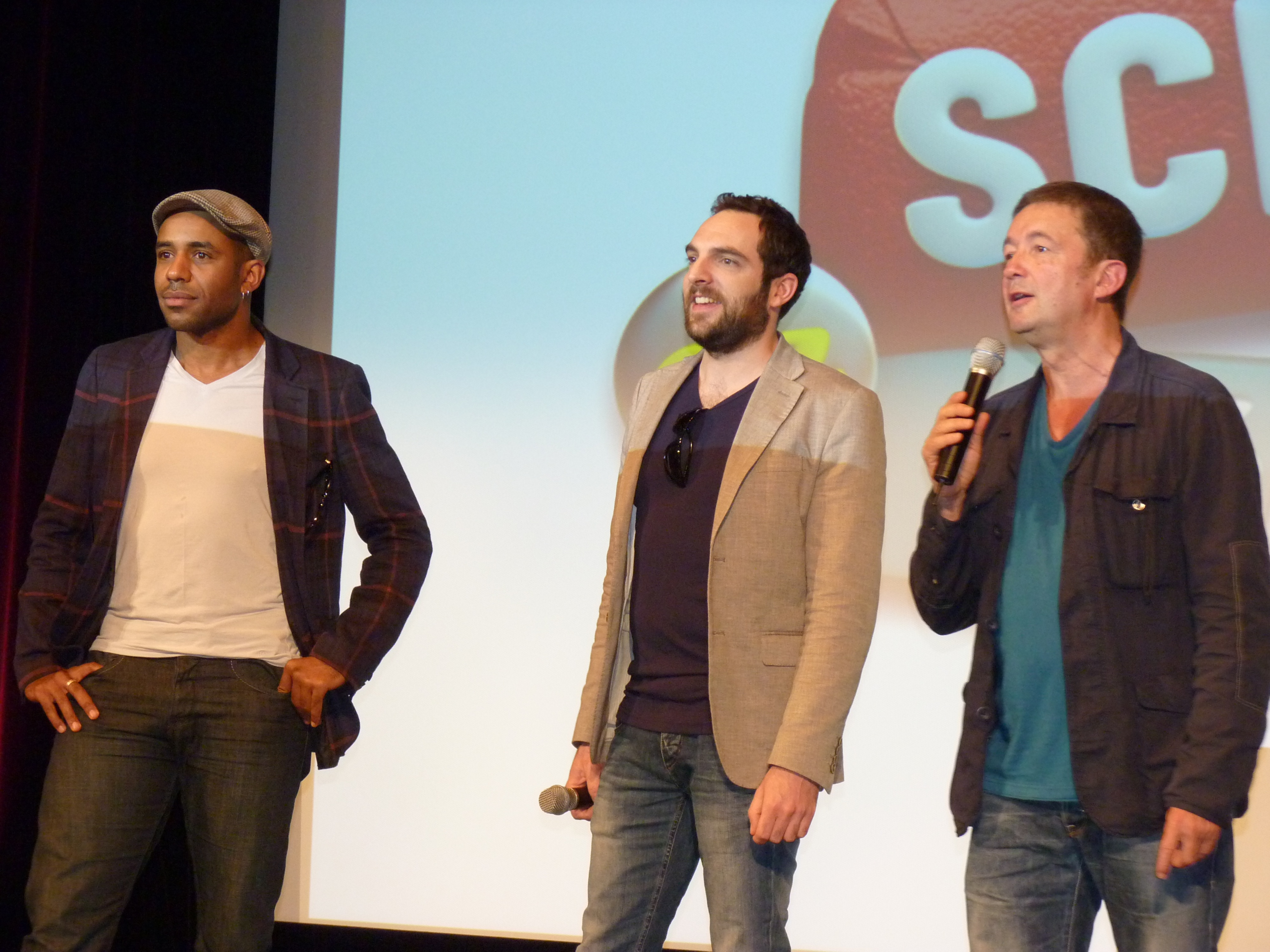
Loup-Denis Elion (Cédric), David Mora (Fabien) et Frédéric Bouraly (José), trois acteurs de Scènes de ménages, au Festival de télévision de Monte-Carlo 2012.

#### Présentation
Couple de trentenaires, ils partagent un studio au cinquième étage d'un immeuble dans le 19e arrondissement de Paris. Leur vie amoureuse dure depuis deux ans au début de la série.
Cédric est responsable de la gestion de crise d'une entreprise indienne jusqu'au début de la saison 8, lorsqu’il se retrouve au placard puis au chômage partiel. Il est cultivé et le fait souvent savoir, ce qui agace Marion. Il a une belle image de lui-même, aime se regarder souvent dans le miroir de la salle de bain et apprécie les vêtements et les objets chics. Cédric pratique les arts martiaux ainsi que le chant lyrique (comme le fait Loup-Denis Elion dans la vraie vie). Cédric est une personne très sérieuse et à l'écoute mais extrêmement maniaque, ce que déplore Marion.
Il tente également de convaincre Marion d'avoir un enfant. Il assume toutes les dépenses du couple et est d'ailleurs très radin, prêt à tout pour dépenser le moins d'argent possible. Depuis la saison 7 Marion possède sa propre entreprise et gagne donc plus que son compagnon. Cette situation fait beaucoup rire Marion et attise la jalousie de Cédric. À partir de la saison 8, Cédric se retrouve au chômage et vit mal sa situation ainsi que l'ascension fulgurante de Marion. Il multiplie les activités plus ridicules les unes que les autres pour tuer le temps lorsqu'il se retrouve seul et cherche désespérément un moyen de retrouver du travail. L'emploi devient un sujet de conversation déplaisant pour lui mais sa situation professionnelle semble se stabiliser à la fin de la saison 8. Il deviendra professeur de fitness lors de la saison suivante.
Précédemment intérimaire dilettante, Marion reprend des études de psychologie dans la troisième saison. Elle est très jalouse, fainéante, bornée, menteuse, mauvaise joueuse, dépensière, et il lui arrive de se montrer très sotte et inculte, manipulatrice, et de mauvaise foi. Marion pense être un talent de la pop et participe à des ventes aux enchères sur Internet. Elle fait aussi partie d'une association caritative et s'occupe de personnes âgées gratuitement, mais elle pense avoir un don pour tomber sur des « spéciaux ». Lorsqu'elle fait des bêtises, elle cherche toujours une excuse ou rejette la faute sur Cédric. Elle possède un fort caractère et est assez insouciante, elle agit souvent comme bon lui semble, et ne se laisse jamais faire, quitte à en venir aux mains comme lors de son mariage. Elle est persuadée d'avoir un don de voyance.
À partir de la saison 7 et après avoir travaillé de façon plus sérieuse dans une agence d'hôtesses ou en tant qu’attachée de presse, Marion possède sa propre entreprise d'événementiel, M Company, qui rencontre un grand succès et lui rapporte beaucoup d'argent. Elle est entourée de plusieurs stagiaires sans contrats de travail, qu'elle traite comme des esclaves et dont elle exige une loyauté sans faille. Elle mène son entreprise à la limite de la légalité, ne déclarant pas ses revenus et pratiquant l'évasion fiscale. À partir de la saison 8, Marion fait de son travail une priorité, en mettant parfois de côté sa vie de couple, au grand dam de Cédric. Elle est présentée sous un point de vue essentiellement professionnel. Elle aide Cédric à retrouver du travail, l'encourageant à être sans pitié pour atteindre son but.
Le couple se surnomme mutuellement « poussin » et en élève d'ailleurs un couple dans une cage dans quelques épisodes. Leur projet est de faire le tour du monde dans les saisons 1 à 6. Ils ont pour principale particularité de se disputer pour un rien et de se réconcilier grâce à un rien ; ils sont très complices et s'amusent beaucoup ensemble. Ils se plaignent souvent de la petite taille de leur studio, et depuis que Marion a accepté de faire un enfant avec Cédric, elle ne cesse pas de croire qu'il est stérile.
Ils invitent souvent leurs amis et organisent des fêtes originales et animées dans leur studio ou sur la terrasse de leur immeuble, décor qui fait son apparition lors de la saison 6, et qui est aussi utilisée pour les événements que Marion organise pour son travail.
Ils sont en cours de préparation de leur mariage dans la saison 7. Lors du prime diffusé le mardi 11 avril 2017 à l'occasion du 30e anniversaire de M6, le mariage du couple a lieu.
Pour ce couple, la saison 8 marque un tournant dans la série du fait de l'inversion des rôles par rapport au début de la série : c'est désormais Marion qui prend en charge les dépenses du couple et commence petit à petit à prendre le dessus.
La saison 9, dernière saison où le couple apparaît, cette fois marié, montre Marion et sa M Company à son apogée, tandis que Cédric commence doucement à stabiliser sa situation professionnelle en devenant professeur de fitness sur internet (et livreur de pizzas ou apiculteur dans quelques épisodes). D'ailleurs, Marion vient régulièrement participer, voire perturber ses cours.
Le couple de trentenaire commence sa vie de jeunes mariés, et ils ont peur de tomber dans la routine.
Départ :
Le 26 juin 2017, peu après la fin de la diffusion de la saison 8, Audrey Lamy et Loup-Denis Elion annoncent qu'ils quittent la série pour se concentrer sur leurs carrières respectives. Cependant, leur présence durant la saison 9 et un ou plusieurs éventuels primes est confirmée, les épisodes ayant déjà été tournés avant l'annonce de leur départ. Au terme de la diffusion de cette saison, il est annoncé que, bien qu'ils n'aient pas tourné de nouveaux épisodes, le couple sera toujours présent lors de la saison 10, de nombreux inédits n'ayant pas été diffusés.
Le couple continue d'apparaître dans la série, au travers de rediffusions ou d'ultimes inédits, jusqu'au dimanche 6 janvier 2019. Dès le lendemain, Audrey Lamy et Loup-Denis Elion disparaissent du générique de la série ainsi que du contenu des épisodes au sein de la diffusion inédite à 20 h 25. Ils sont néanmoins toujours visibles dans les rediffusions de la mi-journée proposées à 13 h 30.

#### Personnages associés
- Kad, le meilleur ami de Cédric. Tous deux se connaissent depuis le collège. Souvent invité chez eux, les dîners qu'ils passent ensemble se déroulent généralement mal. Kad est très blagueur et squatte souvent chez Marion et Cédric. Il a à son actif un grand nombre de relations amoureuses qui ont duré très peu de temps. D'ailleurs, Marion est persuadée un temps que c'est parce qu'il est amoureux d'elle.
- Caroline, dite Caro, la meilleure amie et confidente de Marion qui n'a pas de chance en amour et qui raconte régulièrement ses échecs. Elle sortira avec le père de Cédric, joué par Pascal Légitimus dans un prime.
- Lisa, une amie de Marion au physique ingrat, déprimée par sa vie sentimentale et professionnelle. Elle en pince secrètement pour Cédric. Elle sort avec Vincent.
- Aymeric, un ex-camarade gay de Marion. Il sort avec Yann et selon Marion, est le parfait sosie de Cédric. Lorsque le couple décide d'avoir un enfant, celle-ci, persuadée que Cédric est stérile, propose à Aymeric de faire un enfant avec lui.
- Les familles du couple. Il est notamment mentionné que Marion a deux sœurs aînées, Jeanne et Prune, ainsi qu'un frère avec lequel elle est très (trop ?) proche. Cédric a également deux frères et un cousin. Ses parents sont divorcés du fait des nombreuses infidélités de son père (qui finira avec Caro).
- M. Christian : un des petits vieux dont Marion s'occupe dans son association d'aide aux personnes âgées, qui participe à toutes les bêtises de Marion.
- Léna, jeune voisine agaçante que Marion aide en soutien scolaire et amoureuse de Cédric.
- Manon, une amie de Marion assez démonstrative.
- Les jeunes stagiaires de Marion, comme Morgane, quand celle-ci fonde son entreprise de communication et d'évènementiel. Elle les traite comme des esclaves, n'hésitant pas à les faire travailler excessivement. Cependant, ils ne se rebellent pas, car ils ont peur de Marion.

### Christine et Gilbert (saison 14 à 15)
Propriétaire d’un village de vacances «qu’elle a acheté grâce à une donation de son père», Christine est une bourgeoise qui cherche à s'affranchir ainsi de son milieu, alors que Gilbert est un camionneur un peu radin. Christine est par ailleurs «mère de Fiona, la trentaine, une bourgeoise qui a fait ses études dans une grande école». Avec plusieurs amours décevantes, elle a trouvé en Gilbert celui qui la traite enfin comme elle en rêvait, en «princesse».
Après seulement 2 saisons, le couple joué par Fanny Cottençon et Didier Bénureau disparait en raison de projets dans les prochains mois inconciliables avec les tournages.

### Jalil et Louise (Saison 13 à 16)

#### Présentation
En couple depuis 5 ans, Louise et Jalil, trentenaires, se connaissent depuis le collège. Jalil est pompier et Louise tient un restaurant. Messaoud, le père de Jalil, squatte régulièrement chez ce dernier. Il s’improvise souvent bricoleur au grand dam de Louise et Jalil. Il tenait un restaurant auparavant et tient à ce que Louise suive ses indications pour que le sien soit fait à l’identique (imposition d’un téléviseur etc). La mère de Louise, quant à elle, est aussi régulièrement chez eux, et bouge sans arrêt leurs affaires de places pour « ranger ». Elle appelle régulièrement Louise qui se permet de poser son téléphone ailleurs pour faire autre chose tellement les conversations sont longues. Elle aimerait également être grand-mère et lui met la pression pour avoir des enfants. Côté travail, les femmes des pompiers se retrouvent régulièrement à des soirées auxquelles elles convient Louise, mais celle-ci refuse catégoriquement d’y participer.
Le couple disparait de la série en 2025.

#### Personnages associés
- Messaoud, père de Jalil (Arsène Mosca)
- Jocelyne, mère de Louise, conductrice de taxi (Jocelyne Vignon)

## Personnages secondaires
Famille (parents, enfants, petits-enfants, frères et sœurs, neveux et nièces, grands-parents, oncles et tantes, cousins et cousines), amis, ex-petits-amis, voisins, relations professionnelles, vacances et autres.

### Raymond et Huguette
|                                     |                                     | Couple | Raymond | Huguette |
| ----------------------------------- | ----------------------------------- | --- | --- | --- |
| Famille                             | Enfant(s)                           | - Catherine Jacob : Caroline, la fille d'Huguette et Raymond | - Edgar Givry : Grégoire, le « fils caché » de Raymond | -- |
| Famille                             | Petit(s)-enfant(s)                  | - Eythan Solomon : Anthony, un des petits-fils de Raymond et Huguette | -- | -- |
| Famille                             | Frère(s) et soeur(s)                | -- | - Michel Vuillermoz : Robert, le frère de Raymond | - Liliane Rovère : Françoise, la sœur d'Huguette |
| Famille                             | Neveu(x) et nièce(s)                | - Thierry Samitier : Didier, le neveu de Raymond et Huguette - Nadia Roz : Béa, la nièce de Raymond et Huguette - Aurélie Vaneck : une nièce de Raymond et Huguette (épisode régulier)                                                                                                 | -- | - Fred Blin : Estève, le neveu d'Huguette |
| Amis                                | Amis                                | - Marcel Amont : Dédé, un ami du couple, adepte des calembours, qui va bientôt mourir (épisode régulier) - Michel Chesneau : Armand, un ami du couple qui a toujours des problèmes de santé - François Borysse : Georges, un ami du couple en fauteuil roulant après avoir fait un AVC | - Georges Neri : Dominique, un ami de Raymond - Jacques Héry : Henri, l'ancien collègue de Raymond - Dane Porret : Jacques, un ami de Raymond - Henri Guybet : Robert, un des amis de bridge de Raymond - Gérard Chaillou : René, un ami de Raymond - Robert Castel : un ami de Raymond avec qui il partage un inhalateur (épisode régulier) - Michel Robbe : un ami de Raymond avec qui il partage le ras-le-bol de sa femme (épisode régulier) - [Acteur indéterminé] : Emile, un ami de Raymond avec lequel il enquête sur les affaires non classées | - Évelyne Grandjean : Gisèle, une amie d'Huguette - Mauricette Gourdon : Claudine, une amie d'Huguette - Agnès Aubé : Danièle, une amie d'Huguette - Sophie Sam : Martine, une amie d'Huguette - Sophie Darel : Martine, une amie d'Huguette - Rosine Favey : Fernande, l'amie gâteuse d'Huguette - Jean-Pierre Bernard : Roland, le courtisan d'Huguette, dont Raymond est un peu jaloux |
| Voisins                             | Voisins                             | - Anthony Sonigo : Maxime, un jeune voisin et copain de Raymond - Thomas Solivéres : Éric, un scout habitant l'immeuble et venant aider Huguette et Raymond - Florian Hessique : un voisin d'Huguette et Raymond - Charline Paul : Mme Mathieu, la concierge pipelette du couple       | - Anthony Sonigo : Maxime, un jeune voisin et copain de Raymond - Thomas Solivéres : Éric, un scout habitant l'immeuble et venant aider Huguette et Raymond - Florian Hessique : un voisin d'Huguette et Raymond - Charline Paul : Mme Mathieu, la concierge pipelette du couple | - Anthony Sonigo : Maxime, un jeune voisin et copain de Raymond - Thomas Solivéres : Éric, un scout habitant l'immeuble et venant aider Huguette et Raymond - Florian Hessique : un voisin d'Huguette et Raymond - Charline Paul : Mme Mathieu, la concierge pipelette du couple |
| Locataire d'une chambre d'étudiant  | Locataire d'une chambre d'étudiant  | - Justine Le Pottier : Laura, étudiante en médecine - [Acteur indéterminé] : Gauthier, le petit-ami de Laura - Laura Calu : Maeva, étudiante en psychologie, la cousine de Laura et sa remplaçante dans la chambre d'étudiant                                                          | - Justine Le Pottier : Laura, étudiante en médecine - [Acteur indéterminé] : Gauthier, le petit-ami de Laura - Laura Calu : Maeva, étudiante en psychologie, la cousine de Laura et sa remplaçante dans la chambre d'étudiant | - Justine Le Pottier : Laura, étudiante en médecine - [Acteur indéterminé] : Gauthier, le petit-ami de Laura - Laura Calu : Maeva, étudiante en psychologie, la cousine de Laura et sa remplaçante dans la chambre d'étudiant |
| Employée de maison                  | Employée de maison                  | - Anne Benoît : Marguerite, la femme de ménage du couple - Edea Darcque : une candidate pour le poste d'assistante concierge - Wendy Nieto : Stella, aide ménagère | - Anne Benoît : Marguerite, la femme de ménage du couple - Edea Darcque : une candidate pour le poste d'assistante concierge - Wendy Nieto : Stella, aide ménagère | - Anne Benoît : Marguerite, la femme de ménage du couple - Edea Darcque : une candidate pour le poste d'assistante concierge - Wendy Nieto : Stella, aide ménagère |
| Fan-club de Michaël François        | Fan-club de Michaël François        | -- | -- | - Patrick Hamel : Michaël François, le chanteur, pour lequel Huguette dirige le fan club - Mike Brant, le chien de Michaël François - Caroline Loeb : Annick, une espionne du fan-club de Steven Alexandre, infiltrée dans le fan-club de Michaël François, mené par Huguette (épisode régulier)                                                                                          |
| Acteurs secondaires saisons passées | FLV (Front de Libération des Vieux) | - Georges Neri : Dominique - Henri Guybet : Robert - Pierre Douglas : Victor - Patricia Couvillers : Marguerite - Georges Beller : Georges, un candidat adhérent au FLV, qui ne sera finalement pas accepté (épisode régulier)                                                         | - Georges Neri : Dominique - Henri Guybet : Robert - Pierre Douglas : Victor - Patricia Couvillers : Marguerite - Georges Beller : Georges, un candidat adhérent au FLV, qui ne sera finalement pas accepté (épisode régulier) | - Georges Neri : Dominique - Henri Guybet : Robert - Pierre Douglas : Victor - Patricia Couvillers : Marguerite - Georges Beller : Georges, un candidat adhérent au FLV, qui ne sera finalement pas accepté (épisode régulier) |
| Autres                              | Autres                              | - Jamel Debbouze : un employé de la mairie chez Raymond et Huguette pour les fêtes de Noël (épisode régulier) - Brice Fournier : un prêtre (épisode régulier) - Yves Gourvil : le plombier âgé et malade qui rénove la salle de bain de Raymond et Huguette                            | - Booder : Joachim, l'entraîneur du cheval de Raymond (épisode régulier) | -- |

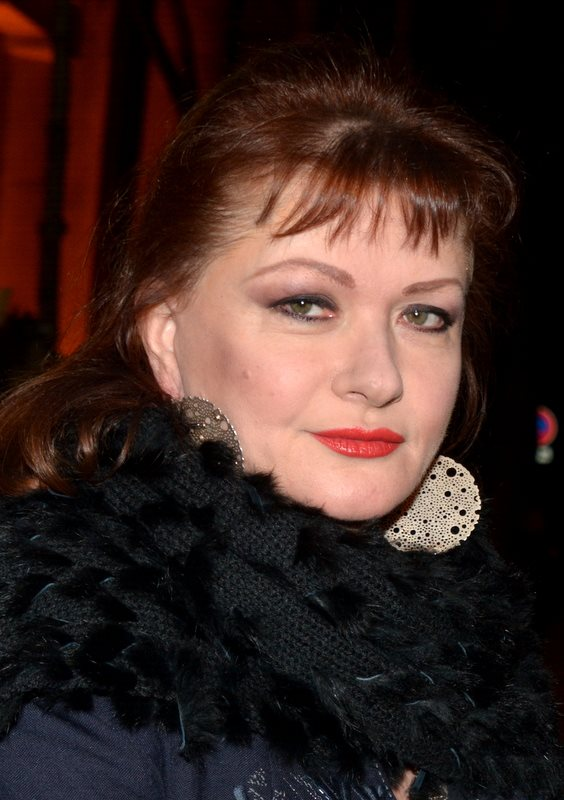
Catherine Jacob interprète Caroline.
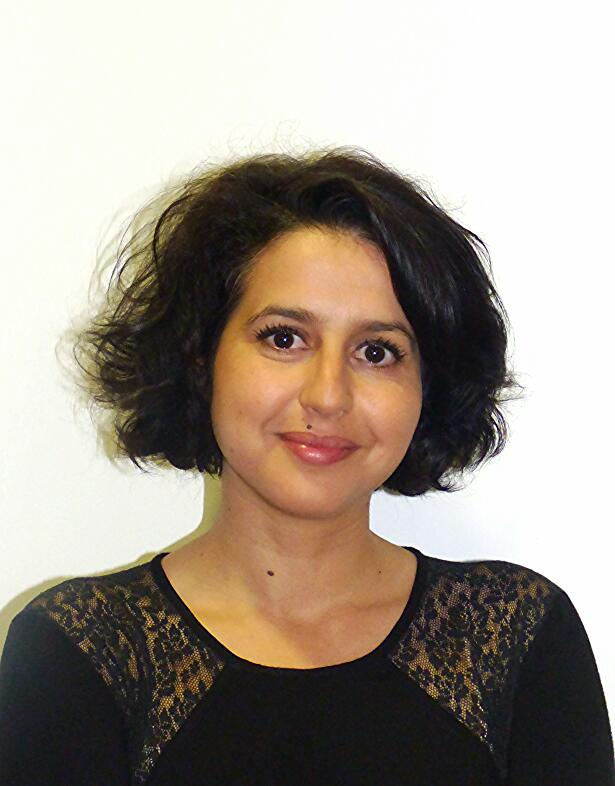
Nadia Roz interprète Béa.
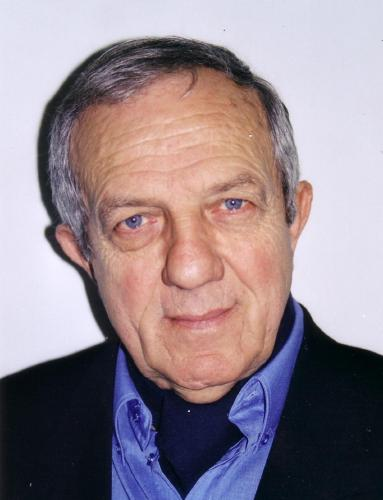
Georges Neri interprète Dominique.
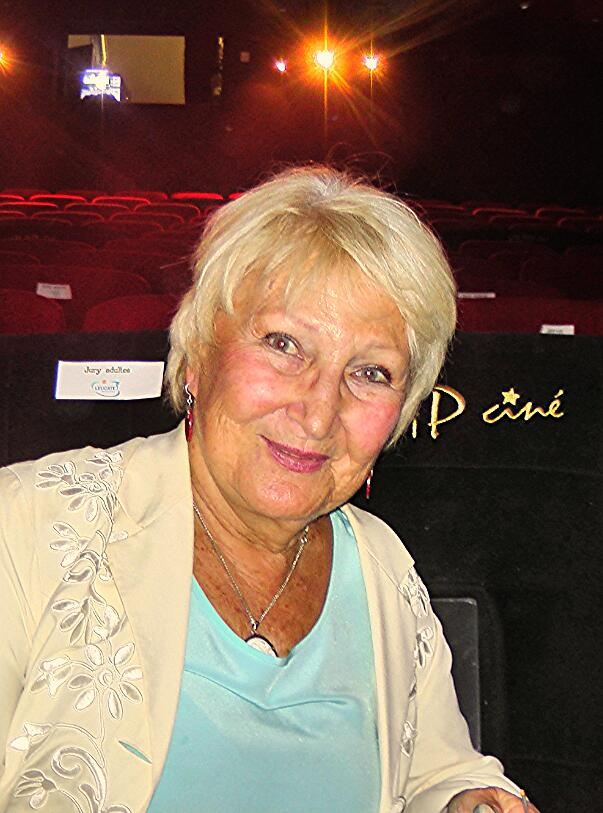
Évelyne Grandjean interprète Gisèle.
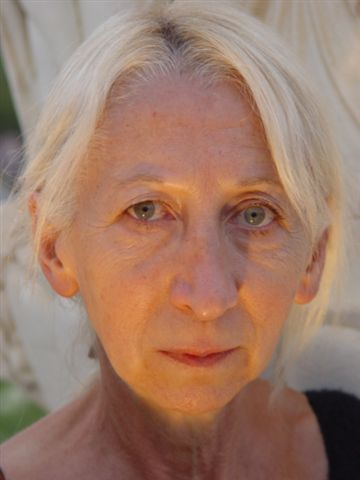
Agnès Aubé interprète Danièle.
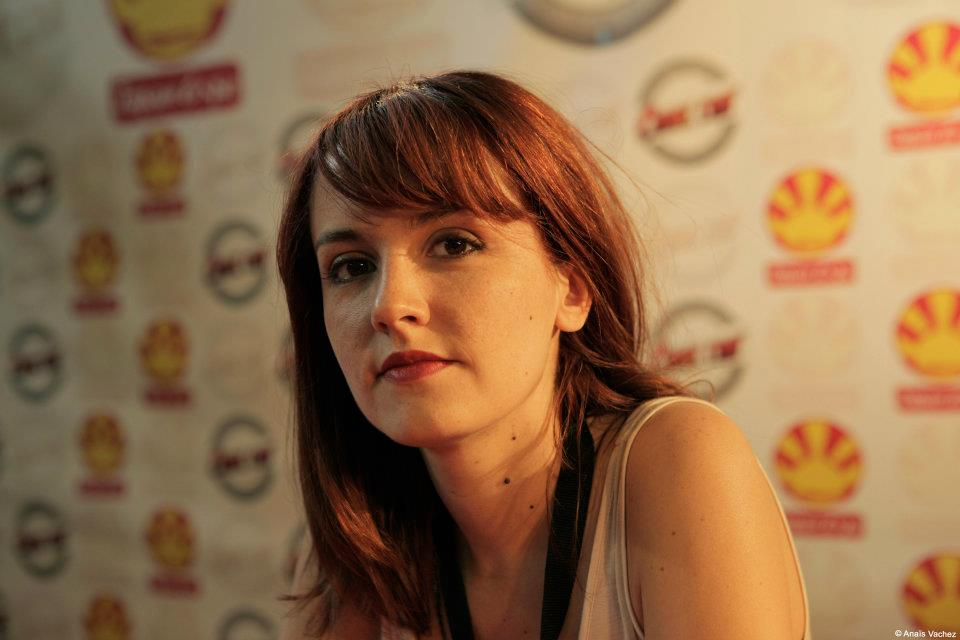
Justine Le Pottier interprète Laura.
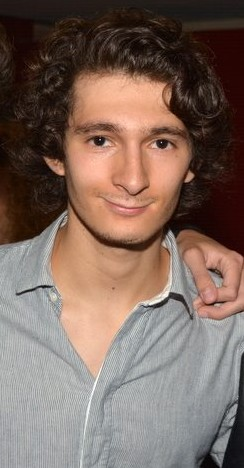
Anthony Sonigo interprète Maxime.
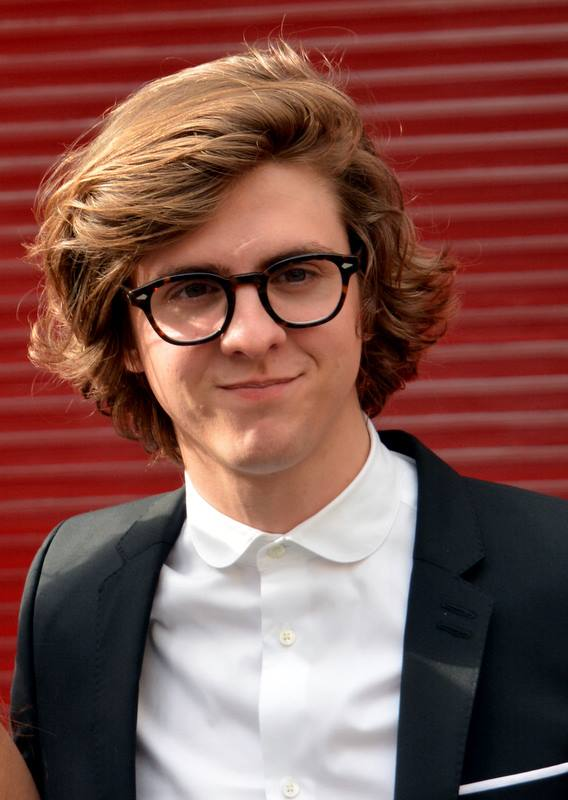
Thomas Solivérès interprète Éric.

### José et Liliane
|                                     |                      | Couple | José | Liliane |
| ----------------------------------- | -------------------- | --- | --- | --- |
| Famille                             | Parents              | -- | - Marthe Villalonga : la mère de José | - Serge Martina : André, le père de Liliane |
| Famille                             | Enfant(s)            | - Paul Lefèvre : Manu, le fils de José et Liliane - Geneviève Doang : Bao, la femme de Manu et la mère de Lucie | -- | -- |
| Famille                             | Petit(s)-enfant(s)   | - [Actrice indéterminée] : Lucie, la fille de Manu et Bao | - | -- |
| Famille                             | Frère(s) et soeur(s) | -- | - Annie Gregorio : Anna, la sœur de José | -- |
| Famille                             | Oncle(s) et tante(s) | -- | -- | - Andrée Damant : Tata Odette , la tante de Liliane (2009 - 2022) |
| Amis                                | Amis                 | - Philippe Duquesne : Jean-Pierre, le meilleur ami de José et mari d'Adèle - Camille Grandville Duquesne : Adèle, une amie de Liliane et femme de Jean-Pierre - Tatiana Gousseff : Marie-Catherine, une invitée récurrente de José et Liliane - Thierry Rode : Jean-Philippe, le mari de Marie-Catherine - Olivier Pagès : Christopher, l'amant de Marie-Catherine | - Karine Le Marchand : Dolorès, une entraîneuse de football et amie de José (épisode régulier) - Emmanuel Donzella : Miguel, l'ami de José avec qui il jouait à des concerts durant sa jeunesse | - Catherine Hosmalin : Marilyne, une amie de Liliane - Ariane Brodier : une amie de Liliane qui fait craquer tous les hommes (épisode régulier) - Karina Marimon : Sylvie, une amie coquine de Liliane |
| Voisins                             | Voisins              | - Jean-François Lescurat : Patrick, le mari de Fabienne et voisin de Liliane et José - Christiane Bopp : Fabienne, la femme de Patrick et voisine de Liliane et José - Francois Vincentelli : Vincent, le mari de Vanessa et voisin de Liliane et José - Adriana Karembeu : Vanessa, la femme de Vincent et voisine de Liliane et José - [Acteur indéterminé] : Stéphane, l'homme du trouple voisin - [Actrice indéterminée] : Estelle, une des 2 femmes du trouple voisin - [Actrice indéterminée] : Magalie, une des 2 femmes du trouple voisin | - Jean-François Lescurat : Patrick, le mari de Fabienne et voisin de Liliane et José - Christiane Bopp : Fabienne, la femme de Patrick et voisine de Liliane et José - Francois Vincentelli : Vincent, le mari de Vanessa et voisin de Liliane et José - Adriana Karembeu : Vanessa, la femme de Vincent et voisine de Liliane et José - [Acteur indéterminé] : Stéphane, l'homme du trouple voisin - [Actrice indéterminée] : Estelle, une des 2 femmes du trouple voisin - [Actrice indéterminée] : Magalie, une des 2 femmes du trouple voisin | - Jean-François Lescurat : Patrick, le mari de Fabienne et voisin de Liliane et José - Christiane Bopp : Fabienne, la femme de Patrick et voisine de Liliane et José - Francois Vincentelli : Vincent, le mari de Vanessa et voisin de Liliane et José - Adriana Karembeu : Vanessa, la femme de Vincent et voisine de Liliane et José - [Acteur indéterminé] : Stéphane, l'homme du trouple voisin - [Actrice indéterminée] : Estelle, une des 2 femmes du trouple voisin - [Actrice indéterminée] : Magalie, une des 2 femmes du trouple voisin |
| Mairie                              | Mairie               | -- | - Raphaëline Goupilleau : Brigitte, la secrétaire de José | -- |
| Acteurs secondaires saisons passées | Campagne électorale  | - Julia Molkhou : Élise, la chargée de communication de José - Antoine Ferey : Félix, l'un des membres de l'équipe de campagne de José - Charles Tesnière : Rodrigue, le porte-parole du parti « Osez José » | - Julia Molkhou : Élise, la chargée de communication de José - Antoine Ferey : Félix, l'un des membres de l'équipe de campagne de José - Charles Tesnière : Rodrigue, le porte-parole du parti « Osez José » | - Julia Molkhou : Élise, la chargée de communication de José - Antoine Ferey : Félix, l'un des membres de l'équipe de campagne de José - Charles Tesnière : Rodrigue, le porte-parole du parti « Osez José » |
| Acteurs secondaires saisons passées | Équipe des Poussins  | -- | - Stylane Lecaille : Karim, le capitaine de l'équipe | -- |
| Autres                              | Autres               | -- | - [Acteur indéterminé] : le préfet | - Bruno Moynot : Bernard, un SDF que Liliane a aidé grâce à son association (épisode régulier) |

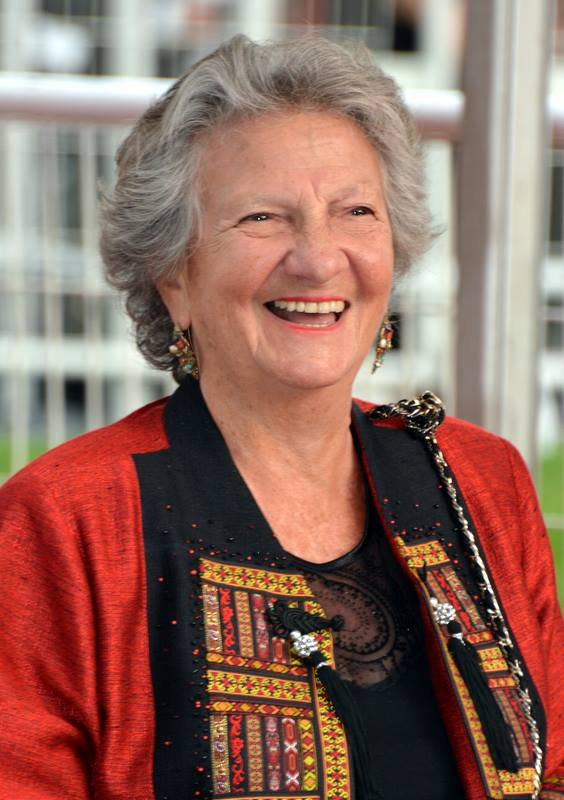
Marthe Villalonga interprète la mère de José.
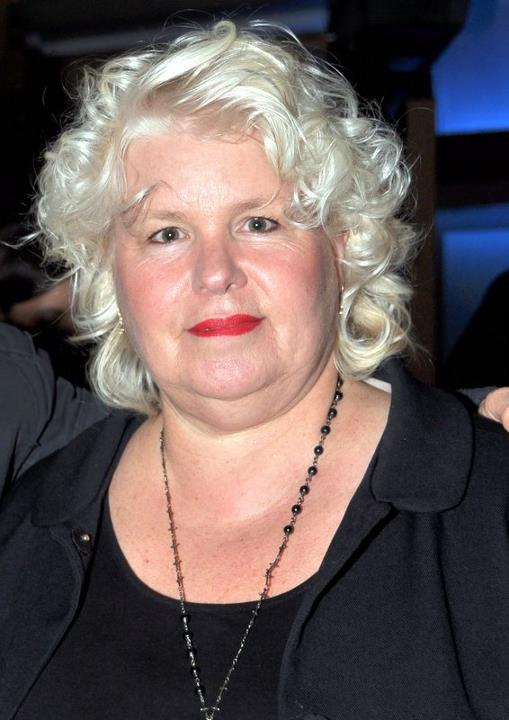
Catherine Hosmalin interprète Marilyne.
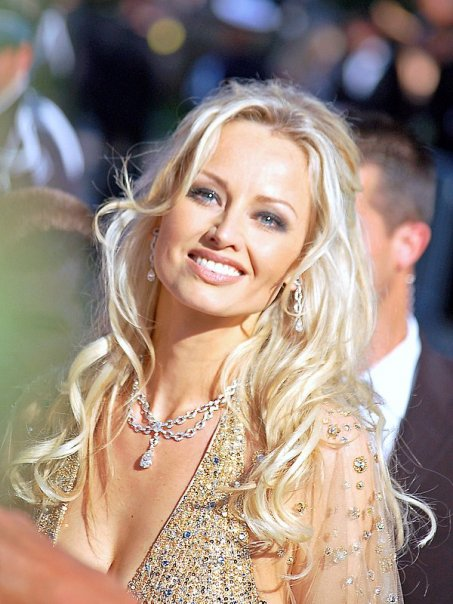
Adriana Karembeu interprète Vanessa, la voisine de Liliane et José, et femme de Vincent.

### Fabien et Emma
|                                     |                            | Couple | Fabien | Emma |
| ----------------------------------- | -------------------------- | --- | --- | --- |
| Famille                             | Parents                    | -- | - Jean-Luc Bideau : le père de Fabien - Dominique Lavanant (prime) puis Sophie Artur (récurrente) : Colette, la mère de Fabien - Michel Jonasz : Hubert, le nouveau compagnon de Colette que Fabien ne supporte pas puis finit par adorer | - Lionnel Astier : le père d'Emma - Valérie Mairesse : la mère d’Emma |
| Famille                             | Enfant(s)                  | - Soline Loureiro : Chloé, la fille d'Emma et Fabien | -- | -- |
| Famille                             | Frère(s) et sœur(s)        | -- | - Julia Dorval : Ludivine, la sœur de Fabien | - Yannik Mazzilli : Hervé, un des deux frères d'Emma - Selma Kouchy : Amel, la petite amie d'Hervé (épisode régulier) - Hubert Delattre : Thierry, un des deux frères d'Emma                                              |
| Famille                             | Cousin(s) et cousine(s)    | -- | -- | - Sébastien Chabal : un cousin d'Emma, qui a joué dans un épisode, faisait peur à Fabien du fait qu'il soit rugbyman |
| Amis                                | Amis                       | - Benoit Chauvin : Michel, le squatteur chez Fabien et Emma - Marie Lanchas : Céline, une amie d'Emma et Fabien - Jeanne Hatier : Lola, l'ado insupportable et la fille de Céline - Johann Dionnet : Max, un ami du couple qui fait office de directeur de communication bénévole pour leur gamme de produits Anouk et Quentin - Grégoire : Grégoire, un ami du couple (épisodes réguliers) - Ycare : Assane, un ami du couple (épisodes réguliers) | - Vincent Desagnat : Philippe, un ami de Fabien et l'ex petit-ami de sa sœur, Ludivine - Cyrille Thouvenin : Pascal, un ami de Fabien, chasseur à courre                                                                                  | -- |
| Relations professionnelles          | Relations professionnelles | -- | -- | - [Actrice indéterminée] : Julie, l'assistante d'Emma à Bricoflex - Yann Papin : Serge, un vendeur de Bricoflex qu'Emma reçoit souvent chez elle - [Acteur indéterminé] : Arthur, le vendeur de Bricoflex amoureux d'Emma |
| Cours de bricolage                  | Cours de bricolage         | -- | -- | - Agathe de La Boulaye : une élève d'Emma - [Acteur indéterminé] : Yannick, un élève d'Emma |
| Acteurs secondaires saisons passées | Ex-petit(e)s-ami(e)s       | -- | -- | - François Chabert : Walter, l'ex d'Emma |
| Autres                              | Autres                     | - Vincent Moscato : le cracheur de feu qui se dispute avec le dresseur d'ours, à la fête médiévale de Fabien (épisode régulier) - Farid Khider : un client de la chambre d'hôte qui insiste pour laisser un commentaire, alors qu'Emma ne le veut pas (épisode régulier) | - Olivier Sitruk : Didier, l'éditeur de Fabien qui écrit des romans érotico-historiques | -- |

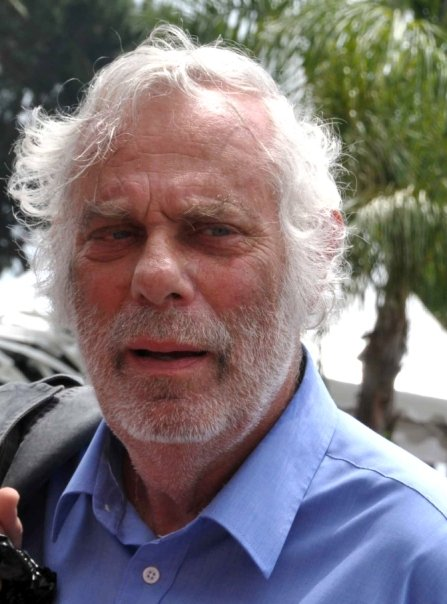
Jean-Luc Bideau interprète le père de Fabien.
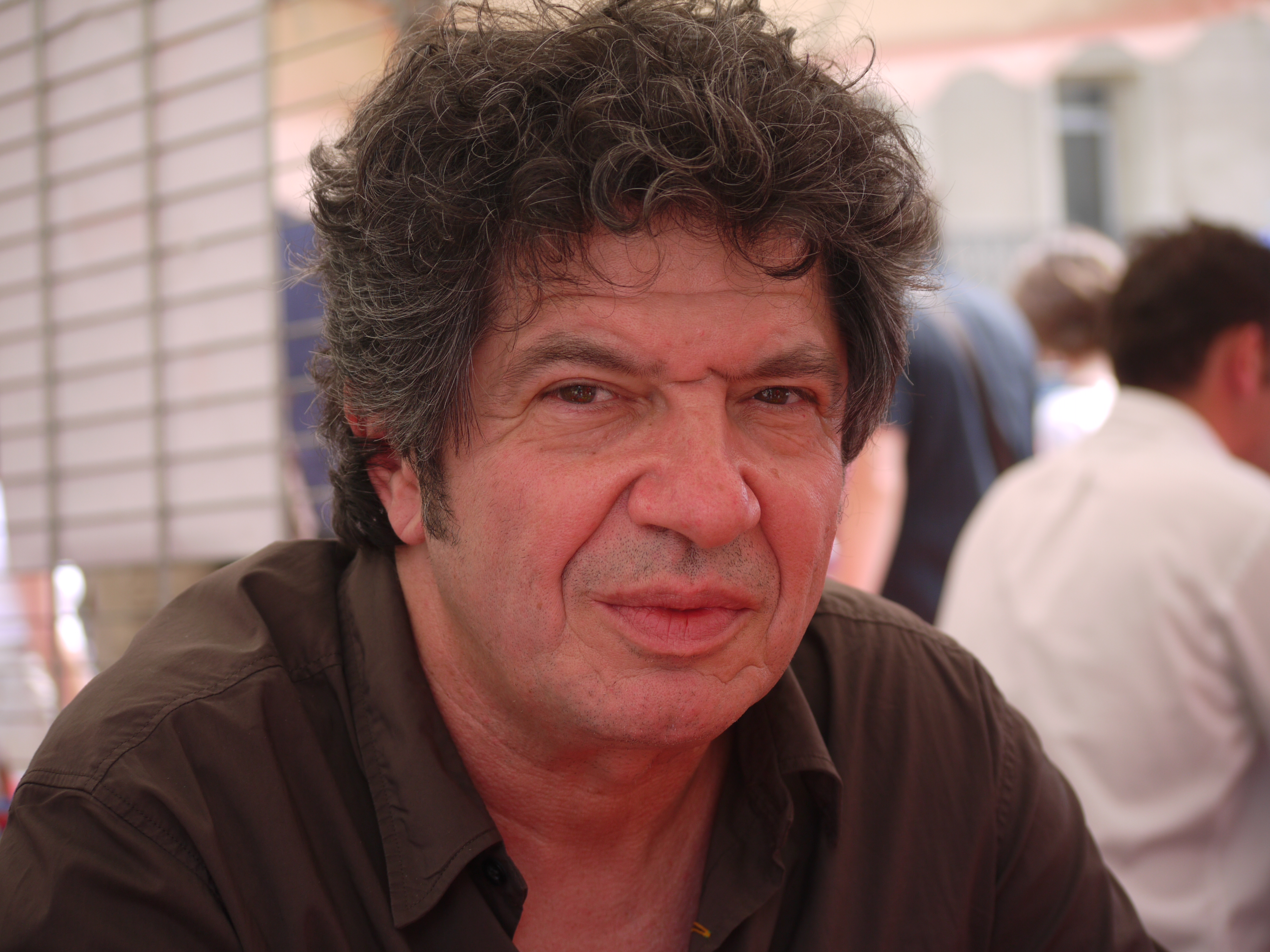
Lionnel Astier interprète le père d'Emma.
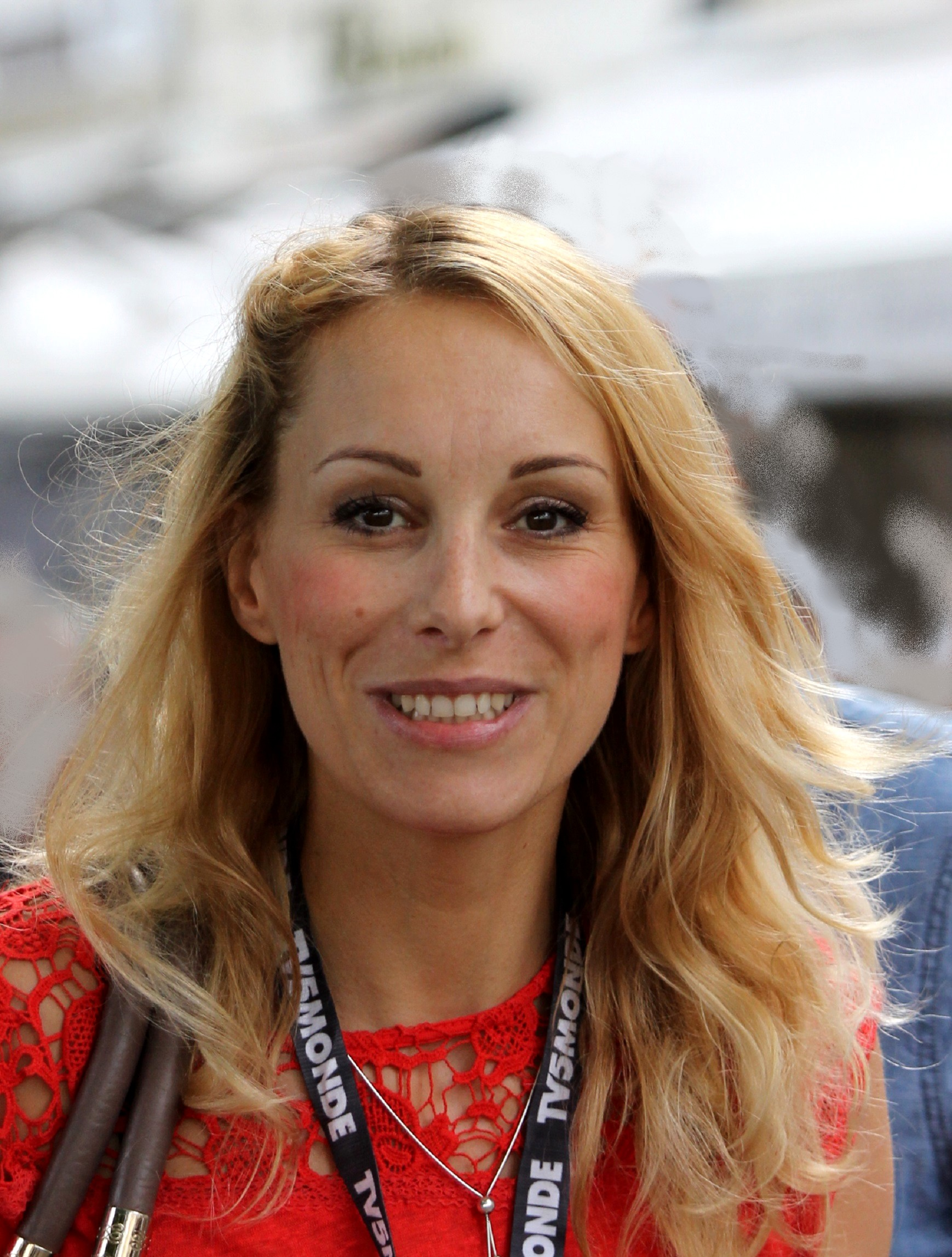
Julia Dorval interprète Ludivine.
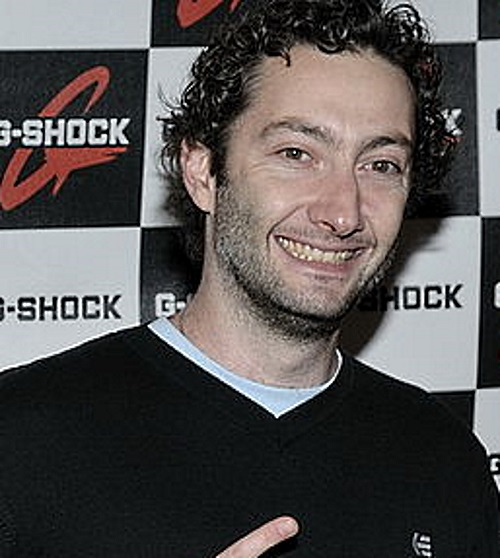
Vincent Desagnat interprète Philippe.

### Philippe et Camille
|                                     |                                       | Couple | Philippe | Camille |
| ----------------------------------- | ------------------------------------- | --- | --- | --- |
| Famille                             | Enfant(s)                             | -- | - Grégoire Montana-Haroche : Ulysse, le fils de Philippe - Leïla Tabaï : Pauline, la fille de Philippe - Noemie Caillault : Amandine, la concubine de Pauline                                                                                       | -- |
| Famille                             | Frère(s) et sœur(s)                   | -- | - Stéphanie Pareja : la sœur de Philippe (épisode régulier) | - Alban Casterman : Benoît, le frère délinquant de Camille qui implique Philippe malgré lui dans ses trafics |
| Famille                             | Neveu(x) et nièce(s)                  | -- | -- | - Valentin Pinette : Dylan, le fils de Benoît, qui loge chez Philippe et Camille pendant la détention de son père |
| Amis                                | Amis                                  | - Olivier Cruveiller : Jean-Louis, un ami du couple - Viviane Marcerano : Victoire, la femme de Jean-Louis - Didier Menin : Jean-Vincent, un ami du couple - Julie Arnold : la femme de Jean-Vincent (épisode régulier) - Roland Marchisio : un ami du couple régulièrement invité avec sa femme à dîner - Vanessa Valence : Sylvie, une amie du couple                                        | - Laurent Maurel : Romaric, un ami de Philippe, invité dans une soirée du couple - Franck Gourlat : un ami vantard de Philippe (épisode régulier) - [Acteur indéterminé] : Yvan, un ami de Philippe                                                 | - Olivier Bénard : Ludo, un ami de Camille, souvent invité dans les soirées du couple - Constance Juilliard : Stéphanie, une amie de Camille, membre de son équipe de foot et locataire (souvent pas à jour) de Philippe - Dounia Coesens : une amie fumeuse de Camille (épisode régulier) |
| Voisins                             | Voisins                               | - Karine Belly : Elizabeth, la voisine dont Camille est jalouse - Alexandre Skarbek : le voisin de Camille et Philippe | - Karine Belly : Elizabeth, la voisine dont Camille est jalouse - Alexandre Skarbek : le voisin de Camille et Philippe | - Karine Belly : Elizabeth, la voisine dont Camille est jalouse - Alexandre Skarbek : le voisin de Camille et Philippe |
| Relations professionnelles          | Relations professionnelles            | -- | - Marité Blot : Martine, l'employée de Philippe à la pharmacie - Emmanuel Gasne : Rodolphe, l'employé[évasif] de Philippe à la pharmacie | - Guillaume Labbé : Joris, un collègue de Camille |
| Equipe de football féminine         | Equipe de football féminine           | -- | -- | - [Actrice indéterminée] : une joueuse de l'équipe - [Actrice indéterminée] : une joueuse de l'équipe - [Actrice indéterminée] : une joueuse de l'équipe - [Actrice indéterminée] : une joueuse de l'équipe                                                                                |
| Club des commerçants                | Club des commerçants                  | -- | - [Acteur indéterminé] : l'agent immobilier - Salvatore Ingoglia : Salvatore, le pizzaïolo - [Actrice indéterminée] : la commerçante de parfums | -- |
| Boulistes                           | Boulistes                             | -- | - [Acteur indéterminé] : le bouliste brun - [Acteur indéterminé] : le bouliste aux cheveux blancs | -- |
| Acteurs secondaires saisons passées | Employée de maison                    | - Noémie Sanson : Julie Pinel, la femme de ménage du couple | - Noémie Sanson : Julie Pinel, la femme de ménage du couple | - Noémie Sanson : Julie Pinel, la femme de ménage du couple |
| Acteurs secondaires saisons passées | Club de régime (« Le Club Sandwich ») | -- | - Nicky Marbot : Patrick, un des membres - Sophie Forte : Corinne, une des membres | -- |
| Autres                              | Autres                                | - Éric Thomas : un visiteur dont l'échec conjugal réjouit Camille et Philippe (il ne voyait pas leur relation durer) (épisode régulier) - Grégoire Oestermann : un invité d'une fête chez Camille et Philippe, que Camille finit par agacer (épisode régulier) - Marie-Christine Orry : la fonctionnaire chargée du dossier d'adoption de Philippe et Camille, qui fait des visites à domicile | - Alexandre Maublanc : Elias, le coach sportif de Philippe - Charlotte Gaccio : la nutritionniste de Philippe (épisode régulier) - Philippe Uchan : l'avocat de Philippe poursuivi à son insu pour trafic de cigarettes à cause du frère de Camille | - Fred Tousch : Patrick, le chaman de Camille |

### Léo et Leslie
|                      |                      | Couple | Léo | Leslie |
| -------------------- | -------------------- | --- | --- | --- |
| Famille              | Parents              | -- | - Pierre Deny : Bernard, le père de Léo qui veut absolument qu'il reprenne la plantation de vanille familiale à La Réunion mais qui est obligé de la vendre, après s'être retrouvé incarcéré - Annie Milon : Marie-Laure, la mère de Léo | - Anne Bouvier : Stéphanie, la mère de Leslie - [Acteur indéterminé] : Sylvain, le petit-ami de Stéphanie                                      |
| Famille              | Frère(s) et sœur(s)  | -- | - Janis Abrikh : Jimmy (Jean-Michel), le frère de Léo | -- |
| Famille              | Animal               | - Barny, le chien du couple | -- | -- |
| Famille              | Famille              | -- | - Grégoire Dutailly : Eliott (cousin de Leo) | -- |
| Amis                 | Amis                 | - Clément Moreau : Thibault, un ami du couple (épisode régulier) - Victor Assié : Quentin, un ami du couple qui n'arrête pas de se prendre des râteaux - Tal : Tallulah, une amie du couple (épisodes réguliers) | -- | -- |
| Ex-petit(e)s-ami(e)s | Ex-petit(e)s-ami(e)s | -- | - Aurore Sellier : Clara, l'ex de Léo dont Leslie est jalouse | -- |
| Voisins              | Voisins              | - Élise Larnicol : Madame Legault, leur voisine qui vient régulièrement se plaindre du bruit pendant leurs soirées festives (épisode régulier)                                                                   | - Élise Larnicol : Madame Legault, leur voisine qui vient régulièrement se plaindre du bruit pendant leurs soirées festives (épisode régulier)                                                                                           | - Élise Larnicol : Madame Legault, leur voisine qui vient régulièrement se plaindre du bruit pendant leurs soirées festives (épisode régulier) |
| Salle de musculation | Salle de musculation | -- | - Vincent Haquin : Jordan - Esteban Challis : Adel | -- |
| Autres               | Autres               | - Urbain Cancelier : M. Boursier, le nouveau propriétaire de l'appartement de Léo et Leslie après la vente de ce dernier par le père de Léo                                                                      | -- | -- |

### Jalil et Louise
|                      |                      | Couple                                             | Jalil                                                                                  | Louise                                                                                         |
| -------------------- | -------------------- | -------------------------------------------------- | -------------------------------------------------------------------------------------- | ---------------------------------------------------------------------------------------------- |
| Famille              | Parents              | --                                                 | - Arsène Mosca : Messaoud, le père de Jalil                                            | - Jocelyne Vignon : Jocelyne, la mère de Louise - Ériq Ebouaney : Théophile, le père de Louise |
| Famille              | Frère(s) et soeur(s) | --                                                 | - Ilyes Kadri : Bilal , le frère de Jalil - Déborah Dozoul : Samia , la soeur de Jalil | - Aurélie Lema : Lilya, la sœur de Louise                                                      |
| Amis                 | Amis                 | - [Acteur indéterminé] : Clément, un ami du couple | --                                                                                     | --                                                                                             |
| Ex-petit(e)s-ami(e)s | Ex-petit(e)s-ami(e)s | --                                                 | --                                                                                     | --                                                                                             |
| Voisins              | Voisins              | --                                                 | --                                                                                     | --                                                                                             |

### Anciens acteurs secondaires/récurrents
Famille (parents, enfants, petits-enfants, frères et sœurs, neveux et nièces, grands-parents, oncles et tantes, cousins et cousines), amis, ex-petits-amis, voisins, relations professionnelles, vacances et autres.

#### Cédric et Marion
|                            |                            | Couple | Cédric | Marion |
| -------------------------- | -------------------------- | --- | --- | --- |
| Famille                    | Parents                    | -- | - Pascal Légitimus : le père de Cédric | - Marie-Anne Chazel : la mère de Marion |
| Famille                    | Frère(s) et sœur(s)        | -- | - Denis Maréchal : Jérôme, le frère de Cédric | - Philippe Lacheau : le frère de Marion |
| Amis                       | Amis                       | - Romain Lancry : Billy, un ami (un peu lourdingue) de Cédric et Marion - Charles Templon : un ami de Cédric et Marion, jeune papa - Anaïs Parello : une amie de Cédric et Marion, future mariée | - Khaled Amara : Kad, un ami de Cédric | - Constance Fouchard : Caro et Lisa (l'actrice incarne les deux rôles), des amies de Marion - Olivia Côte : Nadia, une amie de Marion |
| Ex-petit(e)s-ami(e)s       | Ex-petit(e)s-ami(e)s       | -- | - Shirley Bousquet : Véro, une ex de Cédric, qui propose un plan à trois avec Cédric et Marion (épisode régulier)                                               | -- |
| Voisins                    | Voisins                    | - Mélusine Mayance : Léna, la jeune voisine agaçante que Marion aide en soutien scolaire et qui est amoureuse de Cédric                                                                          | - Mélusine Mayance : Léna, la jeune voisine agaçante que Marion aide en soutien scolaire et qui est amoureuse de Cédric                                         | - Mélusine Mayance : Léna, la jeune voisine agaçante que Marion aide en soutien scolaire et qui est amoureuse de Cédric |
| Relations professionnelles | Relations professionnelles | -- | -- | - Arthur Choisnet : Edouard, un des nombreux stagiaires de Marion - Julien Josselin : un stagiaire de Marion - Violette Barratier : Lucie, une stagiaire de Marion - Manon Gilbert : Morgane, une stagiaire de Marion - Guillaume Canet : il joue son propre rôle et joue dans une pub pour des compotes dont Marion s'occupe de la communication (épisode régulier) - Edouard Collin : un serveur chantant lors d'une réception organisée par Marion (épisode régulier) |
| Autres                     | Autres                     | -- | - Nathalie Corré : une femme qui a fait passer un bilan de compétences à Cédric, avant de se rendre compte qu'elle n'était pas faite pour ça (épisode régulier) | - Maurice Antoni : M. Christian, un des petits vieux dont Marion s'est occupé |

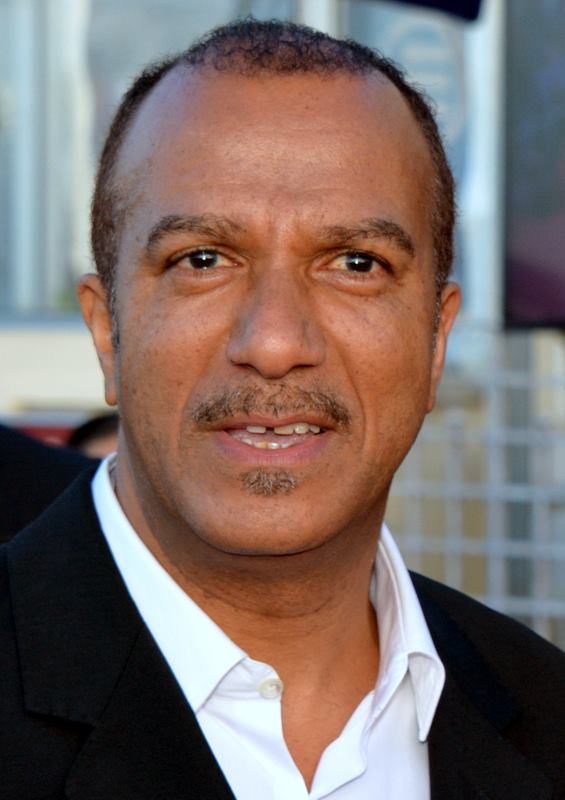
Pascal Légitimus interprète le père de Cédric.
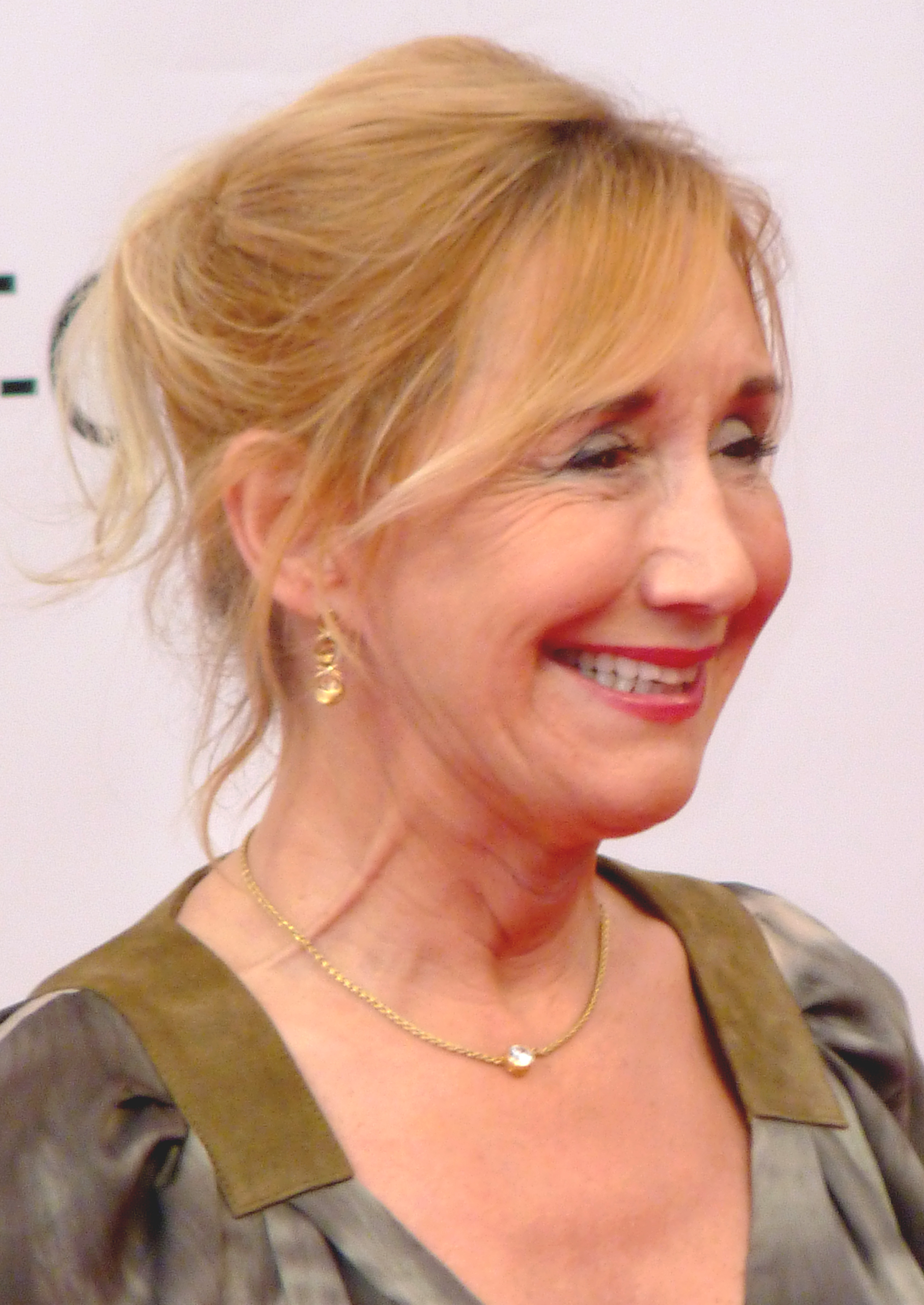
Marie-Anne Chazel interprète la mère de Marion.
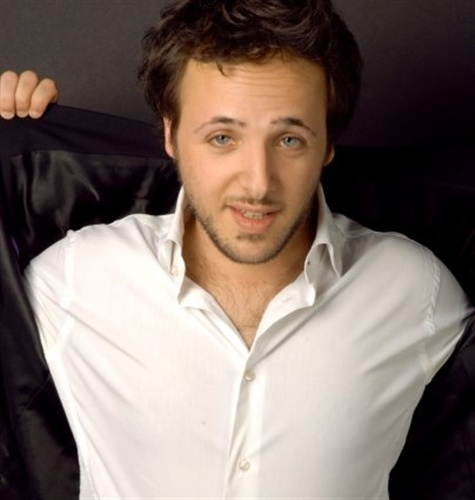
Romain Lancry interprète Billy, un ami de Cédric et Marion.

### Acteurs invités
Famille (parents, enfants, petits-enfants, frères et sœurs, neveux et nièces, grands-parents, oncles et tantes, cousins et cousines), amis, ex-petits-amis, voisins, relations professionnelles, vacances et autres.

#### Raymond et Huguette
- Personnages associés

|          |                         | Couple | Raymond | Huguette |
| -------- | ----------------------- | --- | --- | --- |
| Famille  | Enfant(s)               | - Catherine Jacob : Caroline, la fille d'Huguette et Raymond (Tenue correcte exigée et L'album de famille) | -- | -- |
| Famille  | Frère(s) et soeur(s)    | -- | - Michel Vuillermoz : Robert, le frère de Raymond, avec qui il ne s'entend pas tellement (L'album de famille) | - Liliane Rovère : Françoise, la sœur d'Huguette (Au boulot !) |
| Famille  | Neveu(x) et nièces(s)   | - Joyce Jonathan : la nièce préférée de Raymond, à qui il ne peut rien refuser (L'album de famille) - Jean-Paul Gaultier : son propre rôle, un neveu de Raymond et Huguette (Ce soir, ils reçoivent) | -- | -- |
| Famille  | Cousin(s) et cousine(s) | -- | -- | - Catherine Allégret : la cousine voyante d'Huguette (L'album de famille) |
| Amis     | Amis                    | - Michel Galabru : Norbert, un ancien collègue de Raymond (les trois premiers primes) - Francis Perrin : l'ami dépressif de Raymond (Entre amis) - Eddy Mitchell : le copain dépressif de Raymond qui a besoin de se confier (Enfin, ils sortent) - Michel Boujenah : Bernard, l'ami parisien de Raymond et Huguette avec qui le couple visite Paris (Ça va être leur fête !) - Jean-Pierre Castaldi : Grangier, un ancien collègue de Raymond qui reçoit la médaille de l'Ordre du Mérite en même temps que lui (Ça va être leur fête !) - Popeck : Marcel, un ami du couple « prisonnier » de sa maison de retraite (Ça s'enguirlande pour Noël !)                                                                        | - Eva Darlan : Jacqueline, une veuve joyeuse et amie d'Huguette (Entre amis) - Claude Gensac : Yvonne, une amie d'Huguette et la femme de Norbert (les trois premiers primes) - Bernadette Lafont : l'amie bavarde d'Huguette (Entre amis) | |
| Vacances | Vacances                | - Jean Benguigui : Norbert, le mari de Martine et voisin de caravane de Raymond et Huguette au camping de Plestin-les-Grèves (Enfin, en vacances à la mer et Cap sur la Riviera) - Grace de Capitani : Martine (ou Christelle ?), la femme de Norbert et voisine de caravane de Raymond et Huguette au camping de Plestin-les-Grèves (Enfin, en vacances à la mer et Cap sur la Riviera) - Mathieu Madénian : Greg, le coach d'aquagym lors de la cure de Raymond et Huguette (Enfin à la montagne !), puis l'infirmier de la maison de retraite (Ça s'enguirlande pour Noël !) - Eva Darlan : Bernadette, une cliente de l'hôtel paradisiaque qui n'est pas insensible au charme de Raymond (Aventures sous les tropiques) | - Jean Benguigui : Norbert, le mari de Martine et voisin de caravane de Raymond et Huguette au camping de Plestin-les-Grèves (Enfin, en vacances à la mer et Cap sur la Riviera) - Grace de Capitani : Martine (ou Christelle ?), la femme de Norbert et voisine de caravane de Raymond et Huguette au camping de Plestin-les-Grèves (Enfin, en vacances à la mer et Cap sur la Riviera) - Mathieu Madénian : Greg, le coach d'aquagym lors de la cure de Raymond et Huguette (Enfin à la montagne !), puis l'infirmier de la maison de retraite (Ça s'enguirlande pour Noël !) - Eva Darlan : Bernadette, une cliente de l'hôtel paradisiaque qui n'est pas insensible au charme de Raymond (Aventures sous les tropiques) | - Jean Benguigui : Norbert, le mari de Martine et voisin de caravane de Raymond et Huguette au camping de Plestin-les-Grèves (Enfin, en vacances à la mer et Cap sur la Riviera) - Grace de Capitani : Martine (ou Christelle ?), la femme de Norbert et voisine de caravane de Raymond et Huguette au camping de Plestin-les-Grèves (Enfin, en vacances à la mer et Cap sur la Riviera) - Mathieu Madénian : Greg, le coach d'aquagym lors de la cure de Raymond et Huguette (Enfin à la montagne !), puis l'infirmier de la maison de retraite (Ça s'enguirlande pour Noël !) - Eva Darlan : Bernadette, une cliente de l'hôtel paradisiaque qui n'est pas insensible au charme de Raymond (Aventures sous les tropiques) |

- Autres (classement par prime-time du plus ancien au plus récent) :

| Titre                          | Acteurs invités |
| ------------------------------ | --- |
| Nouvelle Année                 | -- |
| Ce soir, ils reçoivent         | - Amel Bent : Amel, une infirmière venant chez Raymond et Huguette - Enrico Macias : le prêtre venu chez Raymond et Huguette |
| Ils en font tout un prime      | -- |
| Entre amis                     | - Baptiste Lecaplain : l'apprenti arnaqueur chez Raymond et Huguette |
| Tenue correcte exigée          | - Baptiste Giabiconi : le plombier « trop beau pour être honnête », selon Raymond et Huguette - André Manoukian : le prof de piano de Raymond et Huguette - Bernard Menez : l'ex-taulard capturé il y a trente ans par Raymond dont il vient se venger         |
| L'album de famille             | - Noom Diawara : un jeune homme qui, grâce à sa générosité, s'est intégré à la famille de Raymond et Huguette |
| Enfin, ils sortent             | - Catherine Lachens : Évelyne, une ancienne prostituée du quartier de Raymond et Huguette qui prend sa retraite |
| Amoureux comme au premier jour | -- |
| Enfin en vacances à la mer     | -- |
| Ils partent à la campagne      | - Dominique Besnehard : l'otage de Raymond et Huguette, dans le cadre de leur action FLV (Front de Libération des Vieux) |
| Enfin à la montagne !          | -- |
| Ça va être leur fête !         | - Laurent Boyer : le ministre qui remet une décoration à Raymond - Stéphane Rotenberg : le chauffeur de car de la mairie que Raymond confond avec un décoré - Nicolas de Tavernost : un chauffeur de taxi parisien aimable dont Huguette et Raymond se méfient |
| Cap sur la Riviera             | -- |
| Aventures sous les tropiques   | -- |
| Au boulot !                    | - Luis Rego : « Charly les bretelles », un braqueur de la station-service que Raymond a coffré quand il était gendarme - Samuel Charle : un client de la station-service de la sœur d'Huguette qui voulait y travailler                                        |
| Ça s'enguirlande pour Noël !   | - Alves Thierry : Agent de sécurité entrée de la maison de retraite |
| La Ch'tite Compet'             | - Guy Lecluyse : Le présentateur du concours Super-Mémé France - Zinedine Soualem : Etienne, le "super-mamy fucker" - Gladys Cohen : Philippine, la mamie gâteau du concours dont Huguette et Raymond se moquent                                               |

#### José et Liliane
- Personnages associés

|          |                             | Couple | José | Liliane |
| -------- | --------------------------- | --- | --- | --- |
| Famille  | Parents                     | -- | - Marthe Villalonga : Theresa, la mère de José, ennemie de Liliane qui l'appelle « Le Monstre » (Enfin ils sortent) | - Marie-Christine Barrault : la mère de Liliane (L'album de famille) |
| Famille  | Enfant(s) et conjoint(e)(s) | - Geneviève Doang : Bao, la femme de Manu (Ca s'enguirlande pour Noël !) | -- | -- |
| Famille  | Frère(s) et soeur(s)        | -- | - Lionel Abelanski : Miguel, le frère de José, fraîchement sorti de prison (Enfin, ils sortent) - Annie Gregorio : Anna, la sœur de José (L'album de famille) | -- |
| Famille  | Cousin(s) et cousine(s)     | -- | -- | - Julien Boisselier : Jean-Eudes, le fils de Tata Odette, en visite chez Liliane et José (L'album de famille) - Cristiana Reali : Jocelyne, une cousine de Liliane qu'elle n'a pas vue depuis 25 ans (L'album de famille) - Stéphane Freiss : Jean-Luc, un cousin de Liliane, policier, qui prend son métier très à cœur (Enfin, ils sortent et Enfin, en vacances à la campagne) |
| Amis     | Amis                        | -- | - Alexandre Astier : un ami biker de José (Entre amis) - Virginie Ledoyen : une amie bikeuse de José (Entre amis) | - Guy Marchand : Nino, un coiffeur visagiste, ami de Liliane (Ce soir, ils reçoivent) - Isabelle Nanty : une amie de Liliane (Entre amis et Tenue correcte exigée) |
| Voisins  | Voisins                     | - François Vincentelli : Vincent, le mari de Vanessa et voisin de José et Liliane (Ce soir, ils reçoivent, Entre amis et Enfin, en vacances à la mer) - Adriana Karembeu : Vanessa, la femme de Vincent et voisine de José et Liliane (Ce soir, ils reçoivent, Entre amis et Enfin, en vacances à la mer) - Tom Novembre : Patrick, le voisin de Liliane et José (1 sketch) | - François Vincentelli : Vincent, le mari de Vanessa et voisin de José et Liliane (Ce soir, ils reçoivent, Entre amis et Enfin, en vacances à la mer) - Adriana Karembeu : Vanessa, la femme de Vincent et voisine de José et Liliane (Ce soir, ils reçoivent, Entre amis et Enfin, en vacances à la mer) - Tom Novembre : Patrick, le voisin de Liliane et José (1 sketch) | - François Vincentelli : Vincent, le mari de Vanessa et voisin de José et Liliane (Ce soir, ils reçoivent, Entre amis et Enfin, en vacances à la mer) - Adriana Karembeu : Vanessa, la femme de Vincent et voisine de José et Liliane (Ce soir, ils reçoivent, Entre amis et Enfin, en vacances à la mer) - Tom Novembre : Patrick, le voisin de Liliane et José (1 sketch)       |
| Vacances | Vacances                    | - Thierry Lhermitte : Christian, un riche promoteur immobilier qui s'intéresse à la campagne électorale de José (Enfin à la montagne !) - Fanny Cottençon : Agnès, la femme de Christian (Enfin à la montagne !) - Aure Atika : Anissa, une accro aux jeux avec qui Liliane va passer du bon temps (Cap sur la Riviera)                                                     | - Thierry Lhermitte : Christian, un riche promoteur immobilier qui s'intéresse à la campagne électorale de José (Enfin à la montagne !) - Fanny Cottençon : Agnès, la femme de Christian (Enfin à la montagne !) - Aure Atika : Anissa, une accro aux jeux avec qui Liliane va passer du bon temps (Cap sur la Riviera) | - Thierry Lhermitte : Christian, un riche promoteur immobilier qui s'intéresse à la campagne électorale de José (Enfin à la montagne !) - Fanny Cottençon : Agnès, la femme de Christian (Enfin à la montagne !) - Aure Atika : Anissa, une accro aux jeux avec qui Liliane va passer du bon temps (Cap sur la Riviera)                                                           |
| Mairie   | Mairie                      | -- | - François Morel : Michel, le maire et patron de José (Ce soir, ils reçoivent) - Serge Hazanavicius : Norbert, le gardien de stade, fou amoureux de José (Tenue correcte exigée) - Patrick Pelloux : le maire sortant qui affronte José lors de l'élection municipale (Aventures sous les tropiques) - Didier Bourdon : Chamard, l'ennemi juré de José à la mairie (Au boulot !) - Raphaëline Goupilleau : Brigitte, la secrétaire de José (Au boulot !) - Alain Bouzigues : Fouchard, un des adjoints de José (Au boulot !) | -- |

- Autres (classement par prime-time du plus ancien au plus récent) :

| Titre                          | Acteurs invités |
| ------------------------------ | --- |
| Nouvelle Année                 | -- |
| Ce soir, ils reçoivent         | - Michèle Bernier : Françoise, l'ancienne nounou de Manu, fils de José et Liliane - Bénabar : l'entrepreneur venu voir José et Liliane - Bruno Solo : Michel, un proctologue venu chez Liliane et José - Philippe Lefebvre : le pilote d'avion, ancien flirt de Liliane |
| Ils en font tout un prime      | -- |
| Entre amis                     | - Marie-Julie Baup : le spécialiste des disputes de couple chez José et Liliane - Lorànt Deutsch : le spécialiste des disputes de couple chez José et Liliane |
| Tenue correcte exigée          | - Frédérique Bel : Pénélope, la nouvelle secrétaire 2.0 de José à la mairie |
| L'album de famille             | -- |
| Enfin, ils sortent             | -- |
| Amoureux comme au premier jour | -- |
| Enfin en vacances à la mer     | -- |
| Ils partent à la campagne      | -- |
| Enfin à la montagne !          | -- |
| Ça va être leur fête !         | - Ophélie Meunier : la propriétaire de la péniche sur laquelle Liliane et José vont fêter leur trente ans de mariage |
| Cap sur la Riviera             | -- |
| Aventures sous les tropiques   | -- |
| Au boulot !                    | -- |
| Ça s'enguirlande pour Noël !   | -- |
| La Chtite Compèt'              | - Edouard Montoute : le dresseur de chiens |

#### Fabien et Emma
- Personnages associés

|           |                         | Couple | Fabien | Emma |
| --------- | ----------------------- | --- | --- | --- |
| Famille   | Parents                 | -- | - Jean-Luc Bideau : René, le père de Fabien qui n'aime pas les problèmes… mais qui les provoque volontiers chez son fils et Emma (Enfin, ils sortent et Enfin, en vacances à la mer) - Dominique Lavanant : Colette, la mère de Fabien (Enfin, en vacances à la mer) | - Lionnel Astier : Patrick, le père d'Emma et donc beau-père intimidant de Fabien (Tenue correcte exigée, L'album de famille et Cap sur la Riviera) - Valérie Mairesse : Solange, la mère d'Emma (L'album de famille) |
| Famille   | Grands-parents          | -- | -- | - Régine : la grand-mère d'Emma (L'album de famille) |
| Famille   | Oncle(s) et tante(s)    | -- | -- | - Patrick Braoudé : Johnny, l'oncle d'Emma, un ancien révolutionnaire qui s'est finalement installé à Saint-Barthélémy (L'album de famille)                                                                           |
| Famille   | Cousin(s) et cousine(s) | -- | - Sébastien Chabal : Seb, le cousin de Fabien (Ce soir, ils reçoivent) | - Ary Abittan : le cousin trader d'Emma (Entre amis et Tenue correcte exigée) |
| Famille   | Parrain et marraine     | -- | - Clémentine Célarié : Marianne, la marraine de Fabien qui se lance dans la politique (L'album de famille) | -- |
| Amis      | Amis                    | - Clair Jaz : Marina, la fausse jumelle d'Isabelle et amie d'Emma et Fabien (Tenue correcte exigée) - Noémie Lenoir : Isabelle, la fausse jumelle de Marina et amie de Fabien et Emma (Tenue correcte exigée) - Jenifer : Jennifer, une amie de Fabien et Emma (épisodes réguliers) - Nolwenn Leroy : Nolwenn, une amie de Fabien et Emma (épisodes réguliers) | - Julien Pestel : Brice, un collègue de Fabien, professeur de sciences. | - Dany Brillant : un mécanicien ami d'Emma (Ce soir, ils reçoivent) - Sabine Perraud : une amie d'Emma (épisode régulier)                                                                                             |
| Voisins   | Voisins                 | - Antoine Duléry : Daniel Planchon, un voisin trop reconnaissant chez Fabien et Emma (Entre amis) | - Antoine Duléry : Daniel Planchon, un voisin trop reconnaissant chez Fabien et Emma (Entre amis) | - Antoine Duléry : Daniel Planchon, un voisin trop reconnaissant chez Fabien et Emma (Entre amis) |
| Bricoflex | Bricoflex               | -- | -- | - Pierre Palmade : un client de Bricoflex amoureux d'Emma (Ce soir, ils reçoivent) - Jackie Berroyer : René, le futur ex-collègue d'Emma (Au boulot !) - Tano : Francis, un collègue d'Emma (Au boulot !)             |

- Autres (classement par prime-time du plus ancien au plus récent) :

| Titre                          | Acteurs invités |
| ------------------------------ | --- |
| Nouvelle Année                 | -- |
| Ce soir, ils reçoivent         | - Pascal Obispo : son propre rôle, le nouveau fiancé d'une amie d'Emma - Armelle : la nounou autoritaire de Chloé, - Yvan Le Bolloc'h : le paysan arrivant chez Emma et Fabien |
| Ils en font tout un prime      | -- |
| Entre amis                     | - Max Boublil : le pédiatre chez Fabien et Emma - Chantal Ladesou : Claudie Didi la plume, une connaissance d'Emma spécialiste des arnaques |
| Tenue correcte exigée          | - Frédéric Diefenthal : un flic, nouveau petit ami de Ludivine - Christophe : dans son propre rôle, il joue un client de la maison d'hôtes d'Emma et Fabien |
| L'album de famille             | -- |
| Enfin, ils sortent             | - Norbert Tarayre : Paul Dufresne, un chef cuisinier vraiment trop consciencieux dans un restaurant où dînent Emma et Fabien |
| Amoureux comme au premier jour | -- |
| Enfin en vacances à la mer     | -- |
| Ils partent à la campagne      | -- |
| Enfin à la montagne !          | -- |
| Ça va être leur fête !         | - Jérôme Anthony : un bénévole chargé du contrôle des badges, lors du festival « Rythm'and bouses » organisé par Emma et Fabien - Marianne James : une artiste du festival « Rythm' and bouses » qui va fuir en entendant Emma chanter - Michel Crémadès : un des agents de sécurité du festival « Rythm' and bouses » |
| Cap sur la Riviera             | -- |
| Aventures sous les tropiques   | - Medi Sadoun : le pilote d'avion un peu inquiétant qui larguera le couple en pleine forêt amazonienne |
| Au boulot !                    | -- |
| Ça s'enguirlande pour Noël !   | - David Salles : le policier qui s'occupe d'Emma et Fabien durant leur garde à vue - La Fouine : un détenu qui partagera sa cellule de commissariat avec Emma et Fabien |
| La Ch'tite Compèt'             | - Jean-Luc Lemoine : le présentateur du jeu Des muscles et des méninges |

#### Philippe et Camille
- Personnages associés

|                                 |                                 | Couple | Philippe | Camille |
| ------------------------------- | ------------------------------- | ------ | --- | --- |
| Famille                         | Parents                         | --     | - Philippe Laudenbach : Pierre, le père de Philippe (Aventures sous les tropiques) - Claire Chust (voir acteurs principaux) : Melody, la nouvelle petite-amie du père de Philippe (Aventures sous les tropiques) | - Patrick Bouchitey : Jacky, le père de Camille, forain (Ça va être leur fête !) - Nicole Calfan : Nicole, la mère de Camille (Ça va être leur fête !) |
| Famille                         | Ex-conjoint(e)                  | --     | - Philippine Leroy-Beaulieu : Isabelle, l'ex-femme de Philippe (Enfin à la montagne !) - Christian Bujeau : François, le nouveau compagnon d'Isabelle (Enfin à la montagne !)                                    | -- |
| Famille                         | Oncle(s) et tante(s)            | --     | -- | - Dominique Chapatte : l'oncle de Camille, fan de cucaracha (Ça va être leur fête !) |
| Famille                         | Cousin(s) et cousine(s)         | --     | -- | - Shirley Bousquet : Lucie, la cousine de Camille (Ça va être leur fête !) |
| Amis                            | Amis                            | --     | -- | - Jean-Baptiste Sagory : Toto, un ami de Camille (Au boulot !) |
| Cirque de la famille de Camille | Cirque de la famille de Camille | --     | -- | - Max Boublil : le trapéziste du cirque de la famille de Camille (Ca s'enguirlande pour Noël !) - Guillaume Bats : Guy, un artiste du cirque de la famille de Camille (Ca s'enguirlande pour Noël !) - Mac Lesggy : Michel, un vendeur de barbes à papa très scientifique et très déconnecté (Ça va être leur fête !) |

- Autres (classement par prime-time) :

| Titre                          | Acteurs invités                                                     |
| ------------------------------ | ------------------------------------------------------------------- |
| Nouvelle Année                 | --                                                                  |
| Ce soir, ils reçoivent         | --                                                                  |
| Ils en font tout un prime      | --                                                                  |
| Entre amis                     | --                                                                  |
| Tenue correcte exigée          | --                                                                  |
| L'album de famille             | --                                                                  |
| Enfin, ils sortent             | --                                                                  |
| Amoureux comme au premier jour | --                                                                  |
| Enfin en vacances à la mer     | --                                                                  |
| Ils partent à la campagne      | --                                                                  |
| Enfin à la montagne !          | --                                                                  |
| Ça va être leur fête !         | --                                                                  |
| Cap sur la Riviera             | - François Levantal : Bertrand, un collègue pharmacien de Philippe  |
| Aventures sous les tropiques   | --                                                                  |
| Au boulot !                    | - Atmen Kelif : Fafa, un musicien reggae à la pharmacie de Philippe |
| Ça s'enguirlande pour Noël !   | --                                                                  |
| La Ch'tite Compèt'             | - Julie Ferrier : la professeure de danse                           |

#### Léo et Leslie
- Personnages associés

|         |         | Couple | Léo | Leslie                                                                                  |
| ------- | ------- | ------ | --- | --------------------------------------------------------------------------------------- |
| Famille | Parents | --     | --  | - Anne Bouvier : Stéphanie, la mère de Leslie (Ca s'enguirlande pour Noël !)            |
| Amis    | Amis    | --     | --  | - Camille Lellouche : Sonia, la meilleure amie de Leslie (Ca s'enguirlande pour Noël !) |

- Autres (classement par prime-time du plus ancien au plus récent)

| Titre                          | Acteurs invités                          |
| ------------------------------ | ---------------------------------------- |
| Nouvelle Année                 | --                                       |
| Ce soir, ils reçoivent         | --                                       |
| Ils en font tout un prime      | --                                       |
| Entre amis                     | --                                       |
| Tenue correcte exigée          | --                                       |
| L'album de famille             | --                                       |
| Enfin, ils sortent             | --                                       |
| Amoureux comme au premier jour | --                                       |
| Enfin en vacances à la mer     | --                                       |
| Ils partent à la campagne      | --                                       |
| Enfin à la montagne !          | --                                       |
| Ça va être leur fête !         | --                                       |
| Cap sur la Riviera             | --                                       |
| Aventures sous les tropiques   | --                                       |
| Au boulot !                    | --                                       |
| Ça s'enguirlande pour Noël !   | --                                       |
| La Ch'tite Compèt'             | - Thomas VDB : le moniteur de paint-ball |

### Anciens acteurs invités
Famille (parents, enfants, petits-enfants, frères et sœurs, neveux et nièces, grands-parents, oncles et tantes, cousins et cousines), amis, ex-petits-amis, voisins, relations professionnelles, vacances et autres.

#### Cédric et Marion
- Personnages associés

|                      |                         | Couple | Cédric | Marion |
| -------------------- | ----------------------- | --- | --- | --- |
| Famille              | Parents                 | -- | - Pascal Légitimus : Patrick, le père (infidèle) de Cédric (Tenue correcte exigée, L'album de famille et Ça va être leur fête !) | - Marie-Anne Chazel : Martine, la mère de Marion (Entre amis et L'album de famille) |
| Famille              | Frère(s) et sœur(s)     | -- | -- | - Philippe Lacheau : le frère de Marion (L'album de famille et Enfin, en vacances à la campagne) |
| Famille              | Grands-parents          | -- | -- | - Annie Cordy : la grand-mère de Marion (Ce soir, ils reçoivent) |
| Famille              | Oncle(s) et tante(s)    | -- | - Charlotte de Turckheim : la tante de Cédric (L'album de famille) | - Arielle Dombasle : Sybille, une tante de Marion (Ce soir, ils reçoivent) - Amanda Lear : une tante de Marion venant d'être mère (Ce soir, ils reçoivent) |
| Famille              | Cousin(s) et cousine(s) | -- | - Mister V : Laurent, le cousin de Cédric (L'album de famille) - Ophélie Winter : la nouvelle petite amie du cousin de Cédric, qui « se la pète » beaucoup (Ça va être leur fête !) | -- |
| Amis                 | Amis                    | - Amelle Chahbi : une amie de Marion et Cédric venue présenter son nouvel amoureux, interprété par Camille Lacourt (Tenue correcte exigée) | - Lucien Jean-Baptiste : Serge, un ami d'enfance de Cédric, repris de justice, en rédemption chez Marion et Cédric (Tenue correcte exigée) | - Malik Bentalha : Patrick, un ami amoureux de Marion (Entre amis) - Géraldine Nakache : Barbara, une amie de Marion (Ce soir, ils reçoivent) - Helena Noguerra : Laura, une ancienne amie de Marion (Entre amis) |
| Ex-petit(e)s-ami(e)s | Ex-petit(e)s-ami(e)s    | | | - Grégoire Ludig : Étienne, un ex de Marion (Ce soir, ils reçoivent) - David Marsais : Stéphane, un ex de Marion (Ce soir, ils reçoivent) - Mickaël Youn : Sylvain, le curé qui célèbre le mariage de Cédric et Marion qui est également un ex de Marion, ex qu'elle a beaucoup trompé. (Ça va être leur fête !) |
| Voisins              | Voisins                 | - Alex Lutz : un voisin bègue de Cédric et Marion (Ce soir, ils reçoivent) - M.Pokora : Mattéo, un voisin de Cédric et Marion (Entre amis) - Élie Semoun : M. Seuvier, le concierge malveillant de Marion et Cédric (Tenue correcte exigée) | - Alex Lutz : un voisin bègue de Cédric et Marion (Ce soir, ils reçoivent) - M.Pokora : Mattéo, un voisin de Cédric et Marion (Entre amis) - Élie Semoun : M. Seuvier, le concierge malveillant de Marion et Cédric (Tenue correcte exigée) | - Alex Lutz : un voisin bègue de Cédric et Marion (Ce soir, ils reçoivent) - M.Pokora : Mattéo, un voisin de Cédric et Marion (Entre amis) - Élie Semoun : M. Seuvier, le concierge malveillant de Marion et Cédric (Tenue correcte exigée) |
| Vacances             | Vacances                | - Nader Boussandel : un randonneur, pendant les vacances de Cédric et Marion (Enfin, en vacances à la campagne) - Lannick Gautry : un berger branché et globe-trotter, lors des vacances de Marion et Cédric à la campagne (Enfin, en vacances à la campagne) - Jean-Baptiste Maunier : Léo, un jeune homme qui a des goûts… particuliers en matière de femmes (Enfin à la montagne !) - Frank Lebœuf : l'agent de sécurité de la soirée organisée par le patron de Cédric (Cap sur la Riviera) | - Nader Boussandel : un randonneur, pendant les vacances de Cédric et Marion (Enfin, en vacances à la campagne) - Lannick Gautry : un berger branché et globe-trotter, lors des vacances de Marion et Cédric à la campagne (Enfin, en vacances à la campagne) - Jean-Baptiste Maunier : Léo, un jeune homme qui a des goûts… particuliers en matière de femmes (Enfin à la montagne !) - Frank Lebœuf : l'agent de sécurité de la soirée organisée par le patron de Cédric (Cap sur la Riviera) | - Nader Boussandel : un randonneur, pendant les vacances de Cédric et Marion (Enfin, en vacances à la campagne) - Lannick Gautry : un berger branché et globe-trotter, lors des vacances de Marion et Cédric à la campagne (Enfin, en vacances à la campagne) - Jean-Baptiste Maunier : Léo, un jeune homme qui a des goûts… particuliers en matière de femmes (Enfin à la montagne !) - Frank Lebœuf : l'agent de sécurité de la soirée organisée par le patron de Cédric (Cap sur la Riviera) |

- Autres (classement par prime-time du plus ancien au plus récent) :

| Titre                          | Acteurs invités |
| ------------------------------ | --- |
| Nouvelle Année                 | -- |
| Ce soir, ils reçoivent         | -- |
| Ils en font tout un prime      | -- |
| Entre amis                     | - Arié Elmaleh : un ancien copain de Caro voulant absolument être pote avec Cédric et Marion                                                                                                |
| Tenue correcte exigée          | - Camille Lacourt : Jérémie, une conquête de l'amie de Marion et Cédric interprétée par Amelle Chahbi - Norman Thavaud : le (trop) jeune propriétaire de l'appartement de Marion et Cédric  |
| L'album de famille             | -- |
| Enfin, ils sortent             | - Jean-Paul Rouve : un wedding-planer, véritable « couteau suisse » de l'organisation de mariage, qui va aider Marion et Cédric - Caroline Anglade : Julie, la nouvelle petite-amie de Kad  |
| Amoureux comme au premier jour | -- |
| Enfin en vacances à la mer     | -- |
| Ils partent à la campagne      | -- |
| Enfin à la montagne !          | -- |
| Ça va être leur fête !         | - Roland Marchisio : un second curé qui célèbre le mariage de Marion et Cédric, qui va subir les caprices de Marion - Alexandra Lamy : une autre mariée lors du mariage de Marion et Cédric |
| Cap sur la Riviera             | - Bruno Lochet : un collègue de Cédric, au placard depuis 22 ans |
| Aventures sous les tropiques   | -- |

## Épisodes
| Saison | Nombre d'épisodes | Jour et heure de diffusion     | Diffusion originale sur M6 | Diffusion originale sur M6 |
| Saison | Nombre d'épisodes | Jour et heure de diffusion     | Début de saison            | Fin de saison              |
| ------ | ----------------- | ------------------------------ | -------------------------- | -------------------------- |
| 1      | 200               | Du lundi au vendredi à 20 h 10 | 9 novembre 2009            | 30 janvier 2010            |
| 2      | 480               | Du lundi au vendredi à 20 h 10 | 18 octobre 2010            | 1er juillet 2011           |
| 3      | 560               | Du lundi au vendredi à 20 h 10 | 29 août 2011               | 22 juin 2012               |
| 4      | NC                | Du lundi au vendredi à 20 h 10 | 3 septembre 2012           | 7 juin 2013                |
| 5      | NC                | Du lundi au vendredi à 20 h 10 | 2 septembre 2013           | 4 juillet 2014             |
| 6      | NC                | Du lundi au vendredi à 20 h 15 | 1er septembre 2014         | 17 avril 2015              |
| 7      | NC                | Du lundi au vendredi à 20 h 15 | 24 août 2015               | 1er juillet 2016           |
| 8      | 210               | Du lundi au vendredi à 20 h 30 | 29 août 2016               | 16 juin 2017               |
| 9      | 245               | Du lundi au vendredi à 20 h 30 | 28 août 2017               | 6 juillet 2018             |
| 10     | 215               | Du lundi au vendredi à 20 h 30 | 27 août 2018               | 21 juin 2019               |
| 11     | 220               | Du lundi au vendredi à 20 h 30 | 26 août 2019               | 26 juin 2020               |
| 12     | 223               | Du lundi au vendredi à 20 h 30 | 24 août 2020               | 2 juillet 2021             |
| 13     | 225               | Du lundi au vendredi à 20 h 30 | 23 août 2021               | 1er juillet 2022           |
| 14     | 225               | Du lundi au vendredi à 20 h 30 | 22 août 2022               | 30 juin 2023               |
| 15     | 225               | Du lundi au vendredi à 20 h 30 | 28 août 2023               | 5 juillet 2024             |
| 16     | NC                | Du lundi au vendredi à 20 h 30 | 19 août 2024               | 27 juin 2025               |
| 17     | NC                | Du lundi au vendredi à 20 h 35 | 25 août 2025               |                            |

## Prime-times
Le 31 décembre 2011, pour le réveillon, M6 diffuse un prime-time de près de trois heures regroupant une sélection de sketchs de l'année écoulée de la série. L'ensemble de la soirée rassemble une moyenne de 2,28 millions de téléspectateurs, soit 14 % de part de marché.
Le 8 octobre 2012 a lieu la diffusion d'un prime-time spécial intitulé Ce soir, ils reçoivent et composé de sketchs totalement inédits avec des invités célèbres. Certains se retrouvant avec des acteurs principaux une nouvelle fois : Audrey Lamy a retrouvé son amie Géraldine Nakache, Anne-Élisabeth Blateau travaille une nouvelle fois avec Pierre Palmade et Gérard Hernandez a fait de joyeuses retrouvailles avec Enrico Macias.
Ce prime rassemble près de 6,3 millions de téléspectateurs, enregistrant ainsi le record d'audience pour une fiction française sur M6 en soirée. La série enregistre un pic d'audience à 7,2 millions de téléspectateurs à 21 h 35. Avec 23,5 % de part d'audience, M6 est la chaîne la plus regardée par l'ensemble du public français.
Un autre prime-time best-of est diffusé le 31 décembre 2012 pour le Nouvel-An.
Le 19 mars 2013, M6 diffuse Scènes de ménages : ils en font tout un prime !. Il s'agit d'un prime-time totalement inédit d'épisodes réguliers avec deux heures de sketchs et 25 minutes de bêtisier. M6 rassemble 3,3 millions de téléspectateurs, avec un pic à 4,4 millions de téléspectateurs durant cette soirée. Ce score permet à M6 de se classer deuxième chaîne auprès de l'ensemble du public, avec une part d'audience de 15,6 % et deuxième chaîne auprès des moins de cinquante ans, avec une part d'audience de 21,1 %.
Le 17 septembre 2013, M6 diffuse Scènes de ménages entre amis, un nouveau prime-time totalement inédit composé de nombreux épisodes spéciaux avec, entre deux scènes, l'apparition d'invités célèbres, dont certains faisant leur retour après le prime Ce soir, ils reçoivent. Lors de ce nouveau prime-time, on a pu voir notamment Lorànt Deutsch et Marie-Julie Baup ainsi que la dernière apparition télévisée de Bernadette Lafont, qui a tourné une scène aux côtés de Gérard Hernandez (Raymond) et Marion Game (Huguette) pour ce prime quelques jours avant sa mort. Ce prime-time lui est dédié : à la fin du générique de début apparait à l'écran l'inscription « À Bernadette Lafont » sur un fond noir.
Le 12 février 2014, M6 diffuse Scènes de ménages : Tenue correcte exigée avec les quatre couples mais également de nouveaux invités célèbres : André Manoukian, Noémie Lenoir et Clair Jaz, Serge Hazanavicius, Amelle Chahbi et Camille Lacourt, Norman Thavaud qui joue le jeune propriétaire de leur appartement, etc. Le prime est rediffusé le 10 février 2015 sous le nom Amoureux comme au premier jour.
Le 22 septembre 2014, un prime-time nommé L'Album de famille est diffusé. Celui-ci n'a eu pour invités que des personnes jouant des membres de la famille des personnages principaux. Ce prime a été notamment l'occasion pour Cédric de faire sa demande en mariage à Marion. Durant tout le prime, les saynètes de Marion et Cédric évoluent en se basant uniquement sur le thème des préparatifs de leur mariage.
Le 3 février 2015, un nouveau prime-time nommé Enfin, ils sortent est diffusé avec des scènes inédites hors des maisons et appartements des personnages principaux (restaurants, sur la route…). De nouveaux invités comme Marthe Villalonga, Stéphane Freiss ou encore Jean-Paul Rouve y participent.
Le 15 septembre 2015, M6 diffuse un prime nommé Enfin en vacances à la mer, qui se déroule une nouvelle fois hors des maisons et appartements des personnages principaux. Même si le prime a été tourné dans la région de Royan, les sketchs envoient Cédric et Marion dans un hôtel-club au Maroc, Liliane et José dans la villa de bord de mer de leur couple de voisins Vanessa (Adriana Karembeu) et Vincent (François Vincentelli), Huguette et Raymond partent, comme chaque année, dans leur mobile home de Plestin-les-Grèves, Emma et Fabien dans la maison de bord de mer des parents de Fabien, Colette (Dominique Lavanant) et René (Jean-Luc Bideau) et Philippe sort le grand jeu en emmenant Camille, pour leur premier voyage en couple, à Bali.
Le 9 mars 2016, M6 diffuse le nouveau prime Enfin en vacances à la campagne, qui se déroule une nouvelle fois hors des maisons et appartements des personnages principaux. Liliane décide de visiter un château, ce qui n'intéresse guère José. De leur côté, Emma et Fabien participe à un stage d’accrobranche, ils seront rejoints par la sœur de Fabien, Ludivine (Julia Dorval) et son meilleur ami (également petit ami de Ludivine) Philippe (Vincent Desagnat). Huguette et Raymond retourne à leur mobile home de Plestin-les-Grèves, où le neveu d'Huguette, Estève (Fred Blin), leur rendra une visite surprise. Cédric décide d'emmener Marion faire de la randonnée. Ils y rencontreront un berger (Lannick Gautry) branché et ancien globe-trotter. Enfin, Camille décide d'emmener Philippe dans une yourte sans électricité pour méditer.
Le 3 janvier 2017, M6 diffuse le nouveau prime Enfin à la montagne ! qui se déroule à Valberg, une station des Alpes-Maritimes. Liliane et José sont invités une semaine en vacances à la montagne par Christian (Thierry Lhermitte), un riche promoteur immobilier, et son épouse Agnès (Fanny Cottençon), car Christian a pour idée de soudoyer José pour pouvoir continuer à magouiller avec l'accord de José si celui-ci passe maire. Marion, quant à elle, emmène Cédric à la montagne, car elle préside le festival des « Femmes au top » où Cédric rencontrera les autres maris, qui se sentent aussi seuls que lui, ainsi qu'un jeune homme prénommé Léo (Jean-Baptiste Maunier) qui a un goût prononcé pour les femmes d'âge mûr. Huguette et Raymond partent, quant à eux, en thalassothérapie, en compagnie de leur neveu Estève. Emma et Fabien partent, quant à eux, en classe de neige avec la classe de Fabien. Enfin, Camille et Philippe partent une semaine dans le chalet de Philippe à Courchevel, mais se voient contraints de cohabiter avec Isabelle (Philippine Leroy-Beaulieu) et François, son nouveau compagnon (Christian Bujeau), à cause d'une petite erreur de « planning ».
Le 11 avril 2017, le prime-time Ça va être leur fête est programmé pour célébrer les trente ans de la chaîne M6. Durant ce prime-time, de grands événements se déroulent dans les vies des cinq couples. Marion et Cédric se marient enfin, ce qui donne lieu à un duel d'anthologie avec une autre mariée (Alexandra Lamy). Le mariage est aussi l'occasion pour Marion de revoir un prêtre qu'elle a bien connu (Mickaël Youn), mais aussi de faire la connaissance de la nouvelle petite amie du cousin de Cédric, un peu vantarde (Ophélie Winter). Quant à Cédric, il va avoir fort à faire avec son père (Pascal Légitimus) qui n'aura pas perdu son côté Don Juan.
Liliane et José vont fêter leurs noces de perle sur une péniche louée par une ravissante propriétaire (Ophélie Meunier), mais les choses ne se passeront pas comme prévu : José aura le mal de mer, Liliane abusera quelque peu du champagne et les amis de José et Liliane (Philippe Duquesne, Tatiana Gousseff, Catherine Hosmalin) vont mettre la pagaille dans cette fête.
Huguette et Raymond se rendent à Paris pour une remise de la Médaille du Mérite à Raymond, ce qui sera l'occasion pour Raymond de revoir un ancien collègue décoré en même temps que lui (Jean-Pierre Castaldi). On fait aussi la connaissance d'un ministre (Laurent Boyer) et d'un chauffeur de bus que Raymond confondra avec un décoré (Stéphane Rotenberg). Raymond et Huguette en profiteront également pour visiter Paris avec Bernard, leur ami parisien (Michel Boujenah) et prendront en grippe un chauffeur de taxi parisien plutôt aimable (Nicolas de Tavernost). À leur retour de Paris, leur fille Caroline (Catherine Jacob) viendra rendre visite à ses parents. Fabien et Emma, quant à eux, organiseront un festival nommé « Rythm'and bouses » qu'ils mettront en place grâce à certains bénévoles (dont Jérôme Anthony et Michel Crémadès). Le couple se lancera aussi dans des castings où Emma voudra se confronter aux artistes, ce qui ne plaira pas à une chanteuse (Marianne James). Quant à Philippe, il fera connaissance avec la famille de Camille, qui sont tous forains à Lille : son père (Patrick Bouchitey), sa mère (Nicole Calfan), son oncle fan de cucaracha (Dominique Chapatte) et une cousine qui se met très vite à l'aise (Shirley Bousquet). Philippe fera aussi la connaissance d'un vendeur de barbes à papa un peu fantasque (Mac Lesggy).
Le 5 septembre 2017, M6 a diffusé le prime-time intitulé Cap sur la Riviera. Nos cinq couples seront donc tous en vacances sur la Côte d'Azur, pour différentes raisons : Raymond et Huguette sont invités par Norbert (Jean Benguigui) et Christelle (Grace de Capitani), leurs voisins du camping de Plestin-les-Grèves pour 15 jours de vacances dans leur appartement. Cédric et Marion partiront, car Cédric, ayant appris que son patron passait des vacances sur la Côte d'Azur sur un luxueux yacht, décide de partir pour essayer le convaincre de lui redonner des responsabilités, mais rien que le fait d'embarquer sur le yacht sera une aventure. Quant à José et Liliane, ils partent dans un hôtel sur la Riviera, mais Liliane, qui a effectué la réservation, a omis de préciser à José qu'il s'agit d'un hôtel-casino, Liliane complètement accro aux jeux, jouera tout l'argent du ménage et ils reviendront chez eux ruinés. Emma et Fabien, eux, vont aider les parents d'Emma à tenir leur snack de plage, mais vont se confronter au père d'Emma (Lionnel Astier), de mauvaise humeur après que sa femme a décidé de faire un « break ». Enfin, Camille et Philippe seront présents à un séminaire de pharmaciens où Philippe fera passer Camille pour son assistante, car les conjoints ne sont en principe pas conviés.
Le 12 février 2018, M6 diffuse le prime-time intitulé Aventures sous les tropiques. Nos quatre couples Audrey Lamy et Loup-Denis Elion ayant déjà quitté la série au moment du tournage du prime) sont en vacances sous les tropiques pour différentes raisons : Raymond et Huguette ont gagné un séjour dans un hôtel dans un petit paradis lointain. Le couple va une fois de plus s'en donner à cœur joie, d'autant que le charme de Raymond va agir sur une cliente de l'hôtel (Eva Darlan). José et Liliane, eux, partiront pour le premier voyage officiel de José qui, contre toute attente, est élu maire. Ils partiront pour la Réunion. Emma et Fabien, eux, vont vouloir partir en Amérique du Sud, en voyage humanitaire, pour apporter des fournitures scolaires aux enfants vivant au milieu de la jungle. Durant le voyage, ils feront la connaissance d'un pilote d'avion plutôt inquiétant (Medi Sadoun) qui les larguera en pleine forêt amazonienne. Enfin, Camille et Philippe vont retrouver Pierre, le père de Philippe (Philippe Laudenbach) pour essayer de le faire revenir sur sa décision de tout plaquer pour partir vivre avec Mélody, une jeune femme de 20 ans (Claire Chust).
Le 4 septembre 2018 est diffusé le prime-time Au boulot !. Dans ce prime, Huguette et Raymond reprennent temporairement la station-service de Françoise, la sœur d'Huguette (Liliane Rovère), où Raymond retrouvera un ancien braqueur, « Charly les bretelles » (Luis Rego), qu'il a coffré il y a 20 ans, tandis qu'un jeune homme (Samuel Charle) y vient chercher du travail[réf. souhaitée]. José et Liliane font leurs premiers pas à la mairie où ils croiseront Chamard (Didier Bourdon), l'ennemi juré de José, et Fouchard, l'un des adjoints de José (Alain Bouzigues). Tandis que José prend ses fonctions de maire, Liliane, de son côté, devient conseillère culturelle et se mettra en tête de monter une comédie musicale sur Lady Di. Du côté d'Emma et Fabien, on assiste à l’organisation d’une grève chez Bricoflex, où René le collègue d'Emma (Jackie Berroyer) est menacé d'être licencié, grève menée par Emma et Fabien eux-mêmes. Quant à la pharmacie de Philippe, elle est transformée en buvette par Camille, venue remplacer Martine, l'employée de Philippe, le soir de la Fête de la musique et le couple sera embrigadé dans le groupe d'un dénommé Fafa (Atmen Kélif), un musicien reggae.
Le 19 décembre 2018 a été diffusé un prime-time spécial Noël, intitulé Ca s'enguirlande pour Noël !. Dans ce prime, Huguette et Raymond ont eu pour mission de « délivrer » leur ami Marcel (Popeck) de la maison de retraite où il réside. Ils y ont croisé notamment un infirmier très compréhensif (Mathieu Madénian). José et Liliane, quant à eux, recevront leur fils Manu et leur belle-fille Bao (Geneviève Doang) revenus de Chine pour les fêtes ; mais cela ne suffira pas à Liliane, qui voudra que sa progéniture reste définitivement en France. Emma et Fabien, eux, seront en garde à vue pour Noël, sous la surveillance du capitaine de gendarmerie (David Salles), à la suite d'une altercation entre Fabien et un autre Père Noël sur le marché de Noël où Emma vendait les produits Anouck et Quentin. Ils devront notamment partager leur cellule avec une personne suspectée de meurtre (La Fouine). Philippe, quant à lui, est entraîné par Camille dans l'organisation d'un Noël caritatif au sein d'un cirque appartenant à son oncle et fera connaissance avec les différents artistes (dont Max Boublil qui joue un trapéziste et Guillaume Bats qui joue un M. Loyal). Le pharmacien devra évidemment donner de sa personne. Enfin, pour leur premier prime, Leslie embarque son chéri Léo en banlieue, pour passer Noël avec sa mère (Anne Bouvier) qui, ayant oublié Noël, les emmènera au restaurant en bas du HLM où elle a grandi. Elle y reverra sa « meilleure amie » Sonia (Camille Lellouche).
Le 7 novembre 2019, la chaîne diffuse deux prime-time la même soirée, une première dans l'histoire de la série. Le premier est intitulé 10 ans, et le deuxième a pour titre La Ch'tite Compèt'. Le premier prime est constitué d'un best-of divisé en rubriques comme 10 ans de tendresse, 10 ans d'animaux, 10 ans de famille, 10 ans de cascades, 10 ans de sport, 10 ans de vacances et de rediffusions d'anciens sketchs (des saisons 1 à 10) les plus marquants. Dans le deuxième prime, tous les couples ont le rôle de participants dans des concours divers et variés, ayant pour point commun de tous se dérouler dans le Nord de la France (d'où le titre) : José et Liliane prennent part à un grand concours canin avec leur chienne Hip-hop. Huguette et Raymond, eux, se rendent au concours de « Super-Mémé », avec l'intention de faire gagner Huguette, même si elle ne remplit pas les critères requis. Fabien et Emma participent à un jeu télévisé au cours duquel Fabien doit répondre à des questions de culture générale, tandis qu'Emma, de son côté, se charge des épreuves physiques. Camille et Philippe participent à un concours de danse. Quant à Leslie et Léo, avec leurs amis respectifs, le temps d'un weekend, participent à un jeu de survie dont le principe se situe entre Hunger Games et The Survivor.
Le 6 décembre 2021, la chaîne diffuse le prime La vie de château.
Le 17 janvier 2023, la chaîne diffuse le prime Ça se corse. Le personnage d'Huguette y est absent.
Le 29 janvier 2024, la chaîne diffuse le prime Plan Sur La Comète. À la suite d'un quiproquo, Raymond décide de se faire passer pour un scientifique à la radio et annonce qu'une comète va entrer en collision avec la Terre. Tous les couples de la série entendent la nouvelle et y réagissent, chacun a leur façon, ce qui marque la première interaction (bien que limitée et indirecte) entre des personnages issus de couples différents.
Le 24 février 2025, la chaine diffuse le prime Enfin réunis, au cours duquel tous les personnages de la série se réunissent au cours d'un mariage et se rencontrent pour la première fois de la série. 

## Audiences

### Par saison

#### Tableau
Record historique : 5 900 000 téléspectateurs le 12 janvier 2012
| Saison | Audience premier épisode (téléspectateurs) | PDA (%) | Source |
| ------ | ------------------------------------------ | ------- | ------ |
| 2      | 1,90 million                               | 7,3     | [ 55 ] |
| 3      | 3,60 millions                              | 14,6    | [ 56 ] |
| 4      | 4 millions                                 | 16,0    | [ 57 ] |
| 5      | 4,40 millions                              | 17,4    |        |
| 6      | 4,30 millions                              | 17,3    | [ 58 ] |
| 7      | 4,30 millions                              | 18,8    |        |
| 8      | 4,44 millions                              | 19,5    | ,      |
| 9      | 4 millions                                 | 19,2    | [ 61 ] |
| 10     | 4,24 millions                              | 20,3    | [ 62 ] |
| 11     | 3,62 millions                              | 15,9    | [ 63 ] |
| 12     | 3,87 millions                              | 18,2    | [ 64 ] |
| 13     | 4,21 millions                              | 19,3    | [ 65 ] |
| 14     | 3,30 millions                              | 17      | [ 66 ] |
| 15     | 3,27 millions                              | 16,1    | [ 67 ] |
| 16     | 3,29 millions                              | 19,3    | [ 68 ] |

- Les plus hauts chiffres d'audience
- Les plus bas chiffres d'audience

### Par prime-time

#### Tableau
| Prime-t | Date              | Titre                                            | Audience (téléspectateurs) | PDA (%) | Source |
| ------- | ----------------- | ------------------------------------------------ | -------------------------- | ------- | ------ |
| 1       | 31 décembre 2011  | Nouvelle Année                                   | 2 425 000                  | 14,3    | [ 69 ] |
| 2       | 8 octobre 2012    | Ce soir, ils reçoivent                           | 6 300 000                  | 23,5    |        |
| 3       | 19 mars 2013      | Ils en font tout un prime                        | 3 260 000                  | 15,6    | [ 70 ] |
| 4       | 17 septembre 2013 | Entre amis                                       | 3 690 000                  | 14,7    |        |
| 5       | 12 février 2014   | Tenue correcte exigée                            | 3 924 000                  | 16,7    | [ 71 ] |
| 6       | 22 septembre 2014 | L'album de famille                               | 3 900 000                  | 15,0    |        |
| 7       | 3 février 2015    | Enfin, ils sortent                               | 4 182 000                  | 16,6    |        |
| 8       | 10 février 2015   | Amoureux comme au premier jour                   | 2 538 000                  | 10,9    |        |
| 9       | 15 septembre 2015 | Enfin en vacances à la mer                       | 3 747 000                  | 16,9    |        |
| 10      | 9 mars 2016       | Ils partent à la campagne                        | 3 354 000                  | 14,6    |        |
| 11      | 3 janvier 2017    | Enfin à la montagne !                            | 4 362 000                  | 18,4    |        |
| 12      | 11 avril 2017     | Ça va être leur fête !                           | 4 098 000                  | 18,3    |        |
| 13      | 5 septembre 2017  | Cap sur la Riviera                               | 3 115 000                  | 14,6    | [ 72 ] |
| 14      | 12 février 2018   | Aventures sous les tropiques                     | 3 222 000                  | 13,7    | [ 73 ] |
| 15      | 4 septembre 2018  | Au boulot !                                      | 2 558 000                  | 12,5    | [ 74 ] |
| 16      | 19 décembre 2018  | Ça s'enguirlande pour Noël !                     | 3 375 000                  | 14,8    | [ 75 ] |
| 17      | 7 novembre 2019   | La Ch'tite Compet'                               | 3 369 000                  | 17,0    | [ 76 ] |
| 18      | 6 décembre 2021   | La vie de château                                | 2 817 000                  | 12,3    | [ 77 ] |
| 19      | 17 janvier 2023   | Ça se corse                                      | 2 650 000                  | 15,3    | [ 78 ] |
| 20      | 28 mars 2023      | Hommage à Marion Game                            | 2 230 000                  | 9,7     | [ 79 ] |
| 21      | 29 janvier 2024   | Plans sur la comète                              | 2 290 000                  | 11,2    | [ 80 ] |
| 22      | 19 mars 2024      | Scènes de ménages et Friends Prime Spécial 15ans | 1 690 000                  | 8,5     | [ 81 ] |
| 23      | 31 juillet 2024   | Scènes de ménages au soleil                      | 836 000                    | 3,9     | [ 82 ] |
| 24      | 25 décembre 2024  | Un Noël complètement givré                       | 732 000                    | 3,7     | [ 83 ] |
| 25      | 24 février 2025   | Scènes de ménages, 15 ans: Enfin réunis !        | 3 010 000                  | 15,2    | [ 84 ] |

- Les plus hauts chiffres d'audience
- Les plus bas chiffres d'audience

### Commentaires
Le record d'audience hebdomadaire de Scènes de Ménages est fixé à 5,9 millions de téléspectateurs (pour 21,1 % de part d'audience), réalisé le 12 janvier 2012.
L'audience de Scènes de ménages est désormais équivalente à celle des journaux télévisés de France 2 et la dépasse même de plus en plus souvent.
Le plus haut pic d'audience, réalisé le 4 avril 2012, est quant à lui fixé à 7,5 millions de téléspectateurs.
Selon l'agence Reuters, l'ampleur du succès de Scènes de ménages aurait contribué à provoquer la baisse d'audience du journal télévisé de TF1 et au départ de la présentatrice Laurence Ferrari.
Reconnue comme « une énorme locomotive à audiences », Scènes de ménages semble tabler sur la participation ponctuelle de personnalités connues pour encore accroître son rayonnement à la rentrée 2012.
De fait, la série a fait, début septembre 2012, à l'occasion de sa quatrième saison, son meilleur démarrage après période estivale depuis son apparition sur le petit écran.
La 4e saison inédite diffusée à partir de début septembre 2012, du lundi au vendredi à partir de 20 h 10 sur M6, continue d'enregistrer d'excellentes performances. La série réunit en moyenne 4,1 à 4,5 millions de téléspectateurs par semaine.
Fin octobre, la série a réuni en moyenne cinq millions de téléspectateurs, réalisant son record d'audience depuis la rentrée, avec un pic d'audience à 7,6 millions de téléspectateurs.
En septembre et novembre 2014, M6 a réussi de nouveaux records de spectateurs. En septembre 2014 : 4,2 millions de personnes soit 17,2 % de part d'audience après d'un ensemble de public âgé de plus de quatre ans. En novembre 2014, la série affichait 4,40 millions de personnes devant cette série, soit 16,2 % du public. Elle réalise la deuxième plus grande audience depuis la rentrée.
Lors du lancement de la saison 7, marqué par le nouveau couple Camille et Philippe, a ravi plus de 4,3 millions de téléspectateurs soit 18,8 % du public. Il s'agit du record de l'année pour M6 dans cette case.
Lors de la saison 11, en pleine période de confinement, la série réunit 4,9 millions de téléspectateurs (16,7% du public) le 31 mars 2020. 5 jours plus tôt, le 26 mars, un pic d'audience est enregistré à 5,59 millions. Déjà le 23 décembre 2019, un pic fut enregistré à 5,8 millions.

## Distinctions

### Récompenses
- Festival TV de Luchon 2011 : prix du public du meilleur format court
- Grand prix des séries 2012 (RTL / Télé 2 semaines)

### Nominations
- Festival de télévision de Monte-Carlo 2011 : prix de la presse de la meilleure série au
- Globes de Cristal 2012 : prix de la meilleure série

## Liens avecEn famille
Scènes de ménages partage les mêmes créateurs et auteurs que En famille. Le genre de scènes est le même, des personnages avec pour seuls décors leur domicile, et certaines musiques sont présentes dans les deux séries. Les murs floutés des décors de la série dans le générique de fin sont faits du même style que les murs floutés des décors de En famille dans le générique de début. Une différence remarquable est que dans Scènes de ménages les plans sont, à de petites exceptions près, toujours fixes.
Les premiers vrais liens entre ces séries sont les vidéos de promo de la saison 3 de En famille où Pupuce apparaît aux côtés de Raymond et Huguette, ainsi qu'aux côtés de José et Liliane. C'est de nouveau le cas pour Liliane et José pour la saison 5.
De plus, Roxane de En famille mentionne deux fois l'enseigne de bricolage fictive Bricoflex, là où Emma de Scènes de ménages travaille en tant que vendeuse puis directrice. José et Antoine aiment également tous les deux les céréales de la marque Choco Bueno.
L'acteur Guillaume Labbé joue dans les deux séries : en effet, il joue le rôle de Joris, un ami et un coach sportif de Camille dans Scènes de ménage et Ludo, aussi un coach, supporter de la famille Le Kervelec dans l'épisode spécial La Course.
L'actrice Margaux Rossi apparaît aussi dans les deux séries : elle joue Charlotte, la meilleure amie de Chloé puis compagne d'Antoine dans En famille, et une amie de Leslie dans Scènes de ménages.

## Produit dérivés

### Bande dessinée
M6 Éditions et Jungle éditent des bandes dessinées Scènes de ménages dérivées de la série télévisée. Les dessins et les scénarios sont réalisés par Jif et Éric Miller.
- Le tome 1, À la folie… pas du tout !, est sorti le 7 septembre 2011. Cédric et Marion apparaissent en couverture  (ISBN 978-2-8744-2826-5 et 978-2-8222-1091-1).
- Le tome 2, Les délices de l'amour…, est sorti le 12 mai 2012. Il s'agit du premier tome où apparaît le couple Emma/Fabien. Raymond et Huguette sont en couverture  (ISBN 978-2-8744-2971-2 et 978-2-8222-1092-8).
- Le tome 3, Plus fort que tout !, est sorti le 17 octobre 2012. José et Liliane sont en couverture  (ISBN 978-2-8222-0192-6).
- Le tome 4, Encore plus terrible !, est sorti le 22 mai 2013. Cédric et Marion sont pour la deuxième fois en couverture  (ISBN 978-2-8222-0273-2).
- Le tome 5, Totalement irrésistibles !, est sorti le 6 novembre 2013. Fabien et Emma sont en couverture pour la première fois  (ISBN 978-2-8222-0457-6).
- Le tome 6, Dépasse les Bornes !, est sorti le 4 juin 2014. Raymond et Huguette sont pour la deuxième fois en couverture  (ISBN 978-2-8222-0811-6).
- Le tome 7, Toujours plus fou !, est sorti le 8 octobre 2014. Cédric et Marion sont en couverture pour la troisième fois, déguisés en super-héros  (ISBN 978-2-8222-0823-9).
- Le tome 8, Les Yeux dans les yeux !, est sorti le 13 mai 2015. Raymond et Huguette sont en couverture pour la troisième fois, apparaissant avec des étiquettes Brad et Angelina sur le front  (ISBN 978-2-8222-1101-7).
- Le tome 9, Trop fan, est sorti le 12 octobre 2015. Marion et Cédric sont en couverture pour la quatrième fois, en train de danser  (ISBN 978-2-8222-1213-7).
- Le tome 10, Ça sent les vacances, est sorti le 4 mai 2016. Raymond et Huguette sont en couverture pour la quatrième fois, assis sur un transat  (ISBN 978-2-8222-1457-5).
- Le tome 11, Soirée festive, est sorti le 17 novembre 2016. Les cinq couples sont en couverture pour la première fois, en train de danser  (ISBN 978-2822-2157-01).
- Le tome 12, intitulé Tout un programme est sorti le 24 mai 2017  (ISBN 978-2822-22081-1).

### DVD
Tous les coffrets DVD de la série ont été commercialisés. À l'exception de la saison 1, chaque saison télévisée est divisée en 2 coffrets DVD (exemple : la saison 2 et la saison 3 en DVD correspondant à la saison 2 télévisée) :
- Saison 1 :

Saison 1 ; 4 DVD, coffret bleu, 200 épisodes + Bonus : Bêtisier → saison 1 télévisée
- Saison 2 ; 5 DVD, coffret blanc, 240 épisodes + Bonus : Bêtisier (25 min) (sortie le 16 février 2011)
- Saison 3 ; 5 DVD, coffret pourpre, 240 épisodes (sortie le 25 mai 2011)

Saison 2 et 3 en DVD → saison 2 télévisée
- Saison 4 ; 5 DVD, coffre orange, 280 épisodes + Bonus : Bêtisiers (sortie le 7 décembre 2011)
- Saison 5 ; 5 DVD, coffret vert, 280 épisodes + Bonus : Bêtisiers (sortie le 2 mai 2012)

Saison 4 et 5 en DVD → saison 3 télévisée
- Saison 6 ; 5 DVD, coffret violet, 280 épisodes + Bonus : Bêtisiers (sortie le 5 décembre 2012)
- Saison 7 ; 5 DVD, coffret rouge, 280 épisodes + Bonus : Bêtisiers (sortie le 12 juin 2013)

Saison 6 et 7 → saison 4 télévisée
- Saison 8 ; 5 DVD, coffret blanc à ruban rouge, 280 épisodes (sortie le 4 décembre 2013)
- Saison 9 ; 5 DVD, coffret jardin, 280 épisodes (sortie le 18 juin 2014)

Saison 8 et 9 → saison 5 télévisée
- Saison 10 ; 5 DVD, coffret jaune pâle, 280 épisodes (sortie le 3 décembre 2014)
- Saison 11 ; 5 DVD, coffret bleu azur, 280 épisodes (sortie le 6 septembre 2015)

Saison 10 et 11 → saison 6 télévisée
- Saison 12 ; 5 DVD, coffret rose pâle, 280 épisodes (sortie le 11 décembre 2015)
- Saison 13 ; 5 DVD, coffret bleu pâle, 280 épisodes (sortie le 22 juin 2016)

Saison 12 et 13 → saison 7 télévisée
Un choix individuel des épisodes (environ 3-4 minutes) est possible dans les trois premiers volumes. Ils peuvent également être visionnés à la suite (pour une durée de 40 minutes pour le premier volume et 2h pour les deux autres). À partir de la saison 3 chaque DVD est constitué d'épisodes de 20 minutes. Il est également possible de lire tous les épisodes à la suite (pour une durée approximative de 3h). Lorsque les épisodes sont regardés à la suite, ils sont tous séparés par un générique.
Aucun DVD des saisons suivantes n'a été commercialisé.